# Gothique lombard
Gothique lombard définit un style d'architecture gothique entre la seconde moitié du XIIIe  et la première moitié du XVe siècle concernant la région de Lombardie, en particulier la ville de Milan. Ce style gothique, initialement introduit dans le territoire milanais par les moines cisterciens, est le langage artistique principal du vaste programme de patronage des Visconti, seigneurs de Milan, dont la domination sur la ville est généralement associée à la période gothique milanaise.

## Contexte historique
L’ascension au pouvoir de la famille Visconti date d'environ 1282, date conventionnelle du début de l’expérience gothique dans le territoire de la seigneurie de Milan. La pénétration de la nouvelle tendance artistique dans les Alpes est venue presque un siècle plus tard plus qu’en Italie centrale, où le gothique cistercien avait déjà produit l’abbaye de Fossanova (1187) et l’abbaye de Casamari (1203). Ce retard dans l’introduction du gothique à Milan est dû à un fort enracinement de l’architecture romane, au lien entre cette architecture et l’Empire, interrompu par le nouveau pouvoir politique de la seigneurie de Visconti.
Le premier exemple de gothique est apparu à Milan dans la première moitié du XIIIe siècle grâce aux moines cisterciens. En 1221 l’abbaye de Chiaravalle a été consacrée par l’évêque Enrico Settala. Le style gothique ne se répand pas sensiblement sur le territoire, contrarié par des styles influencés par le roman, jusqu’à l’arrivée d’Azzon Visconti qui entre 1329 et 1339, introduisit à sa cour des artistes pisans et florentins,.
Le programme de soutien aux arts inauguré par Azzon Visconti est poursuivi par son successeur Bernabò Visconti, mais surtout par Gian Galeazzo Visconti sous la direction duquel est entamé le grand chantier pour la construction de la nouvelle cathédrale. Pour cette œuvre monumentale, des architectes et des artistes venus de toute l’Europe sont appelés à Milan. La confrontation permanente entre travailleurs locaux et étrangers contribue à faire mûrir le style gothique lombard, ancré auparavant dans le patrimoine roman, créant une synthèse entre l’architecture gothique italienne et européenne,.
Après la mort de Gian Galeazzo Visconti, une période politique mouvementée s'installe retardant l'essor artistique milanais qui reprend de la vigueur sous Filippo Maria Visconti qui, dans la première moitié du XVe siècle, transforme la cour milanaise en l’un des principaux centres de l’humanisme italien, appelant à ses services des personnalités comme Francesco Filelfo, Pier Candido Decembrio, Gasparino Barzizza et Antonio da Rho (it). Dans les dernières années de la domination des Visconti, les premiers indices du nouvel art de la Renaissance prennent forme comme à Florence avec les œuvres de Masolino da Panicale à Castiglione Olona.
La conclusion de l’expérience gothique coïncide avec l’effondrement de la seigneurie de Visconti en 1447, avec un style gothique tardif qui à l'instar de l'Italie centrale qui voit l'essor de la Renaissance, donne vie à Milan, à la Renaissance lombarde,.

## Architecture religieuse

### Les abbayes

#### Abbaye de Chiaravalle
À Milan comme ailleurs, le gothique a été introduit par des moines cisterciens venus de France. Le premier exemple de gothique à Milan est l'abbaye de Chiaravalle, construite dans la première moitié du XIIIe siècle par des moines de l'abbaye de Clairvaux. La description de l'abbaye est le résultat de la complexité de son histoire, qui a vu des interventions sur l'église depuis sa fondation jusqu'au XVIIIe siècle. Seul l'ordre supérieur de la façade gothique subsiste en terre cuite décorée d'un oculus et d'une fenêtre à meneaux insérée dans le profil du toit à pignon orné d'arcs suspendus.
L'église, construite selon les indications architecturales pour les églises cisterciennes fournies par Saint Bernard, peut être définie pour sa structure et une partie de la décoration comme un compromis entre l'architecture lombarde du XIIIe siècle et le gothique cistercien, un des premiers édifices religieux qui rompt avec la tradition romane et introduit les formes du gothique, atténué par la tradition lombarde. 
Les premières interventions qui dépassassent la simple transition entre le roman et le gothique sont les travaux du cloître sud de l'église, avec des arcs en ogive en brique soutenues par des colonnes jumelles en pierre. Cependant, l'intervention architecturale gothique la plus importante qui a caractérisé l'abbaye est la construction de la « tour nolare » qui a une forme octogonale et repose sur le presbytère de forme carrée auquel elle est reliée par des pendentifs à arcs décroissants. La tour octogonale est composée de trois ordres verticaux qui se rétrécissent au fur et à mesure qu'elle s'élève. Elle est ornée de fenêtres à meneaux, de fenêtres à une et quatre lancettes, qui alternent des décorations en terre cuite et en marbre blanc créant un contraste de couleurs.
À l'intérieur, parmi les décorations picturales se trouvent des fragments de fresques du XIVe siècle des Évangélistes dans l'espace de la coupole et les seize figures de Saints, par un auteur identifié comme le Primo Maestro di Chiaravalle,. Dans la partie inférieure du dôme se trouvent les Histoires de la Vierge, une composition giottesque attribuée à Stefano Fiorentino basée sur La Légende dorée de Jacques de Voragine.

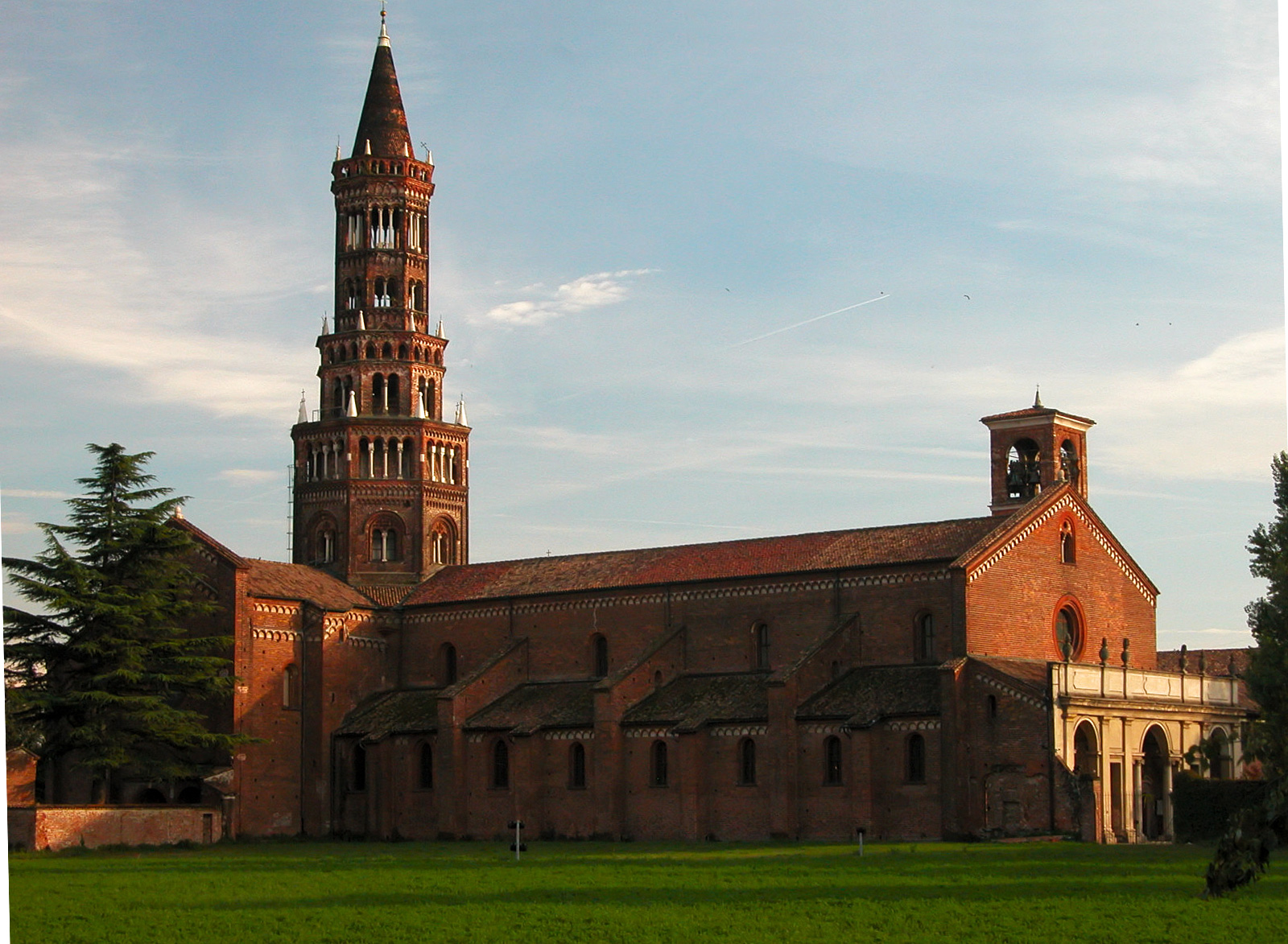
Vue d'ensemble
Le plan de l'église abbatiale. Le nord est à gauche, l'église étant orientée vers l'est.
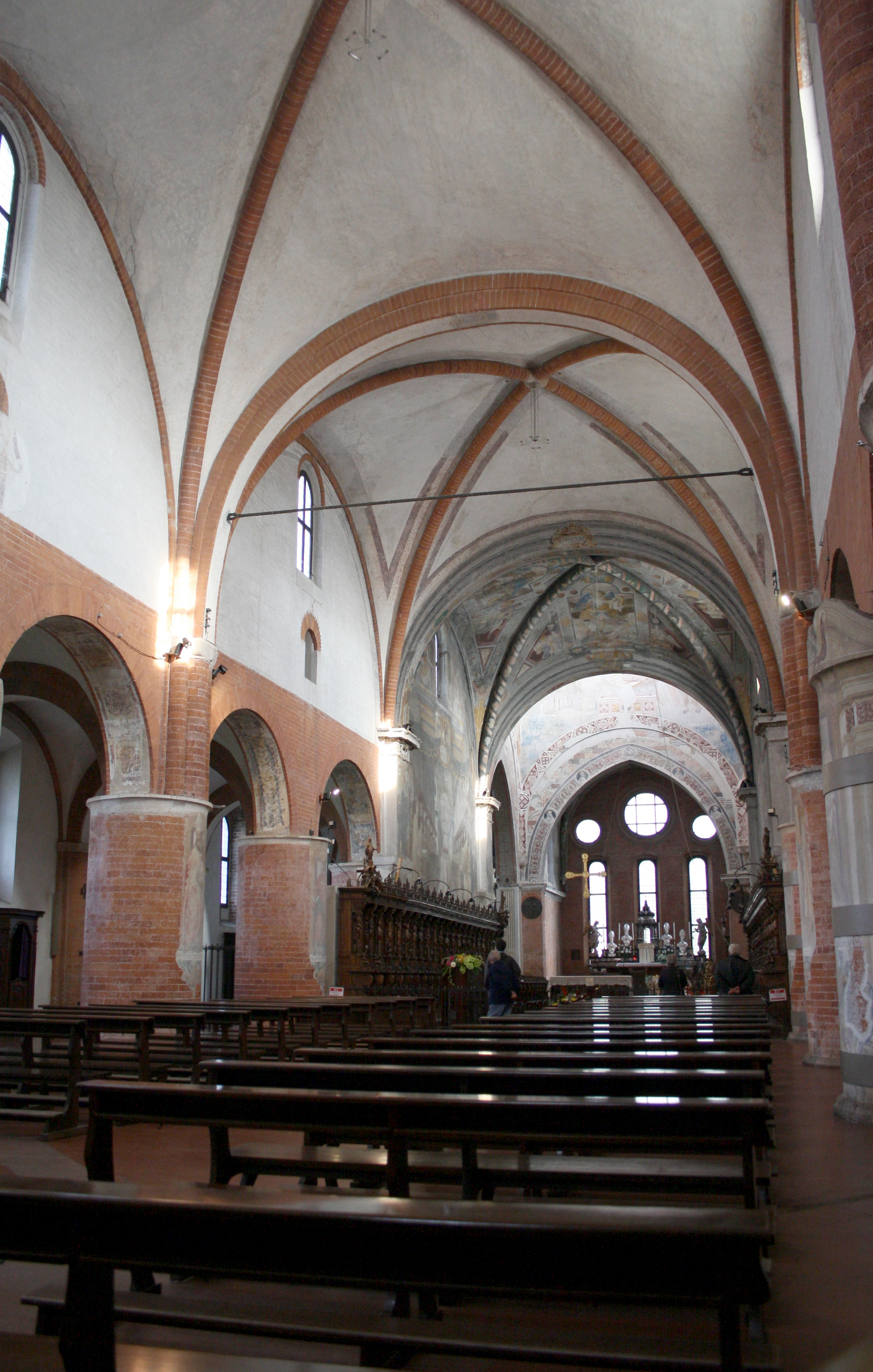
La nef de l'abbatiale, avec ses piliers de briques ; la voûte du transept décorée de fresques ; au fond, le fond de l'abside plat et ses trois verrières, typiquement cisterciennes.
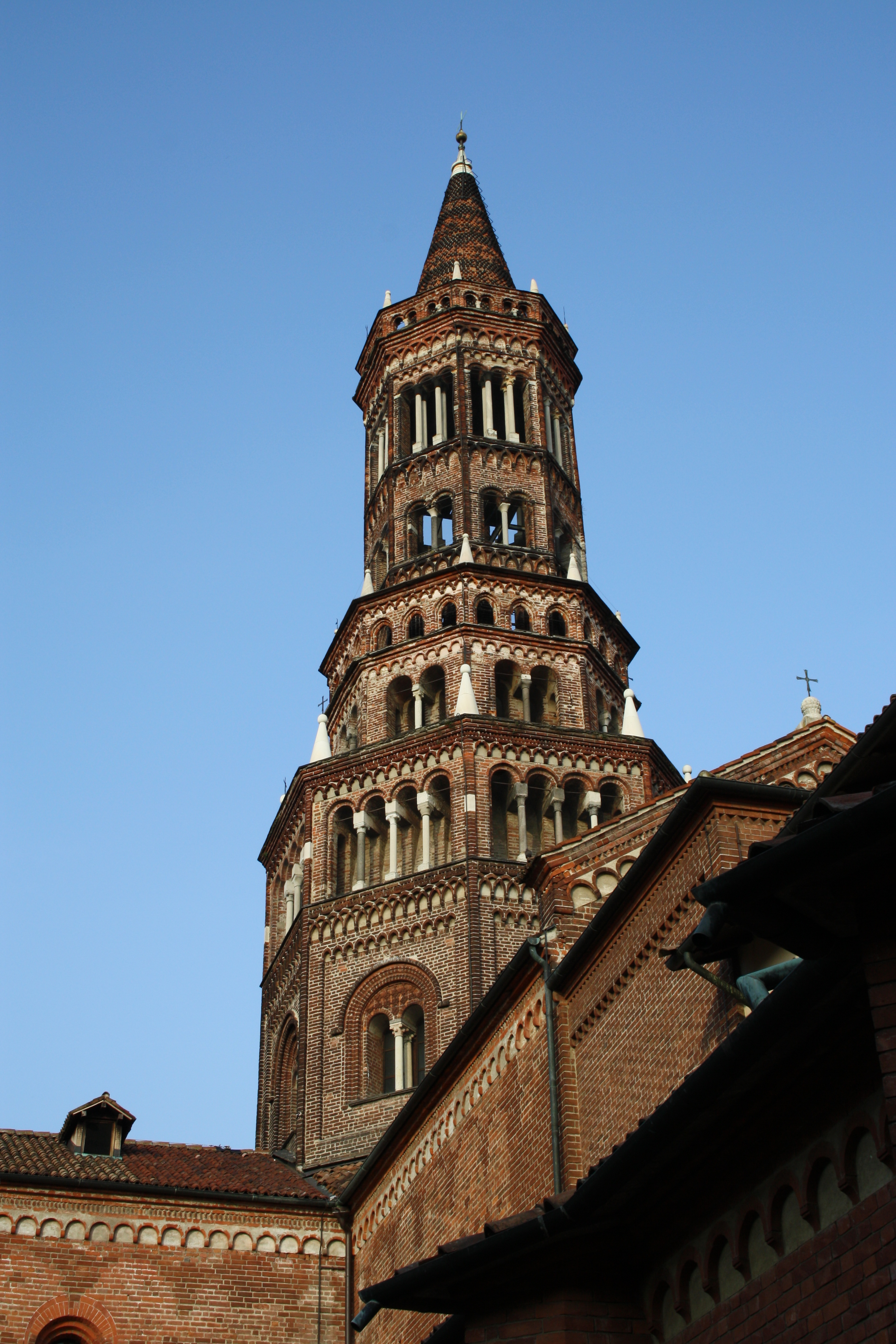
Le clocher-lanterne.

#### Abbaye de Viboldone
Fondée en 1176, une grande partie de l'abbaye de Viboldone a été construite entre la fin du XIIIe  et le  XIVe siècle. La façade en terre cuite, achevée en 1348, présente une structure à pignons bordée d'arcs en plein cintre et se divise verticalement en trois partitions définies par des contreforts. Le portail présente une riche décoration en marbre avec des sculptures de la Vierge et l'Enfant parmi les saints de l'école campionnaise et est flanqué de deux édicules suspendus et de deux étroites fenêtres à une lancette avec des cadres en terre cuite cuspide. La décoration de l'ordre supérieur consiste en une fenêtre circulaire et trois fenêtres à meneaux, dont les deux latérales sont purement décoratives. L'intérieur est divisé en trois nefs avec un plafond voûté en croix.
Au milieu du XIVe siècle l'abbaye a bénéficié d'une décoration picturale intérieure. L'œuvre la plus ancienne est dans l'abside la fresque de la Vierge à l'Enfant avec les Saints, réalisée par un maître lombard anonyme avec des influences toscanes. Sur les murs de l'abside se trouve également le Jugement dernier de Giusto de Menabuoi, dont le schéma est inspiré de celui de Giotto de la chapelle Scrovegni et les Histoires de la Vie du Christ d'un peintre lombard anonyme, dans lesquelles la précision naturaliste lombarde est influencée par l'utilisation du clair-obscur de Giusto dei Menabuoi, et La Vierge intronisée parmi les saints de Michelino da Besozzo.

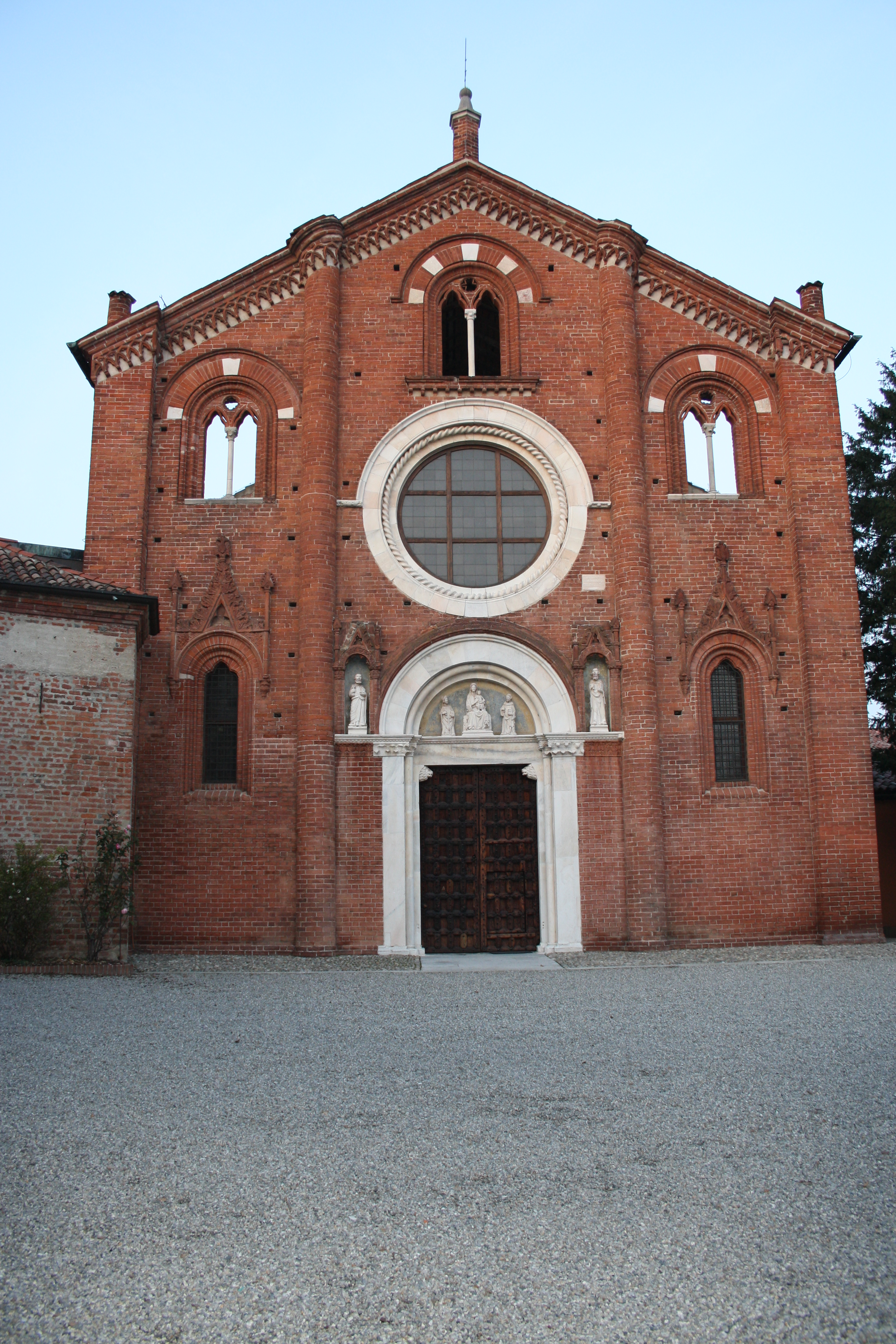
La façade de l'abbaye de Viboldone.
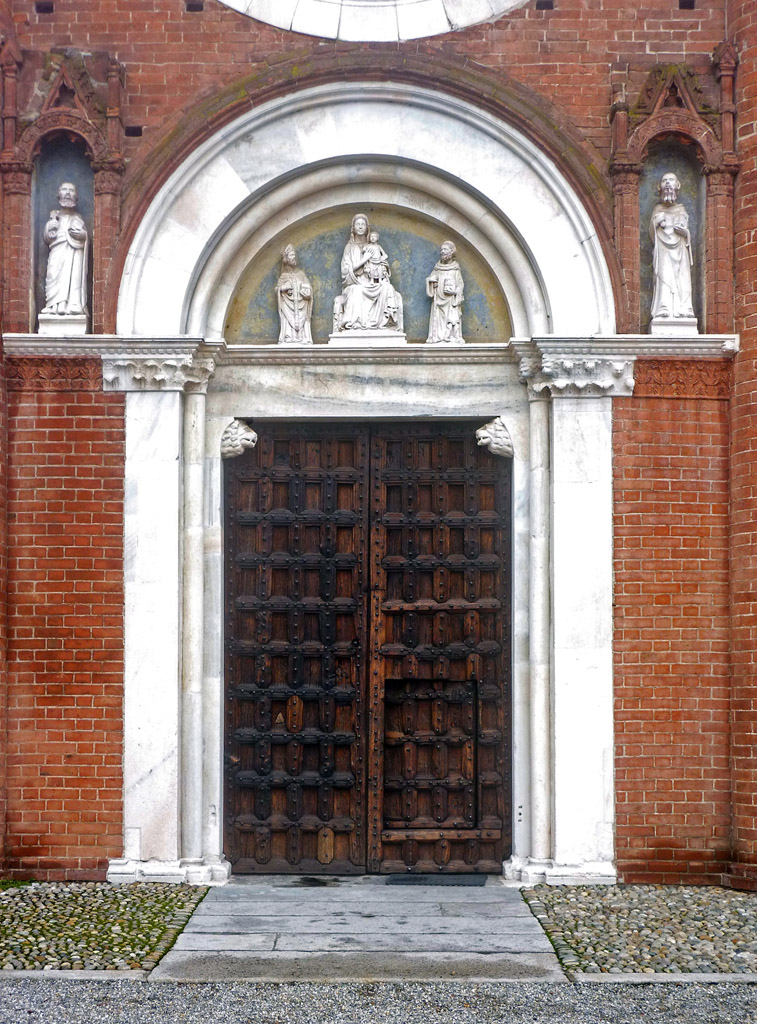
Le portail.
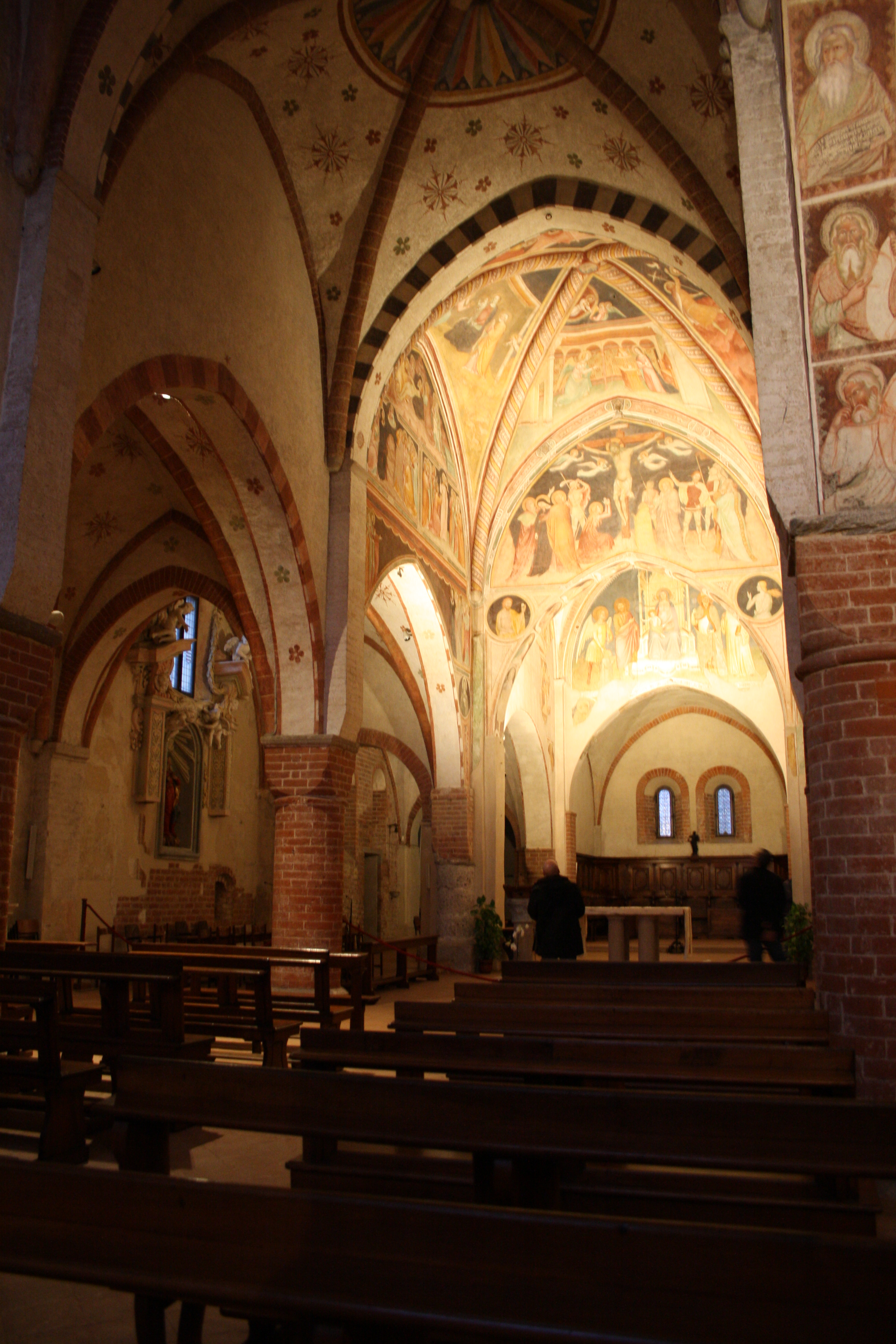
L'intérieur, la voûte.

#### Abbaye de Morimondo
L'abbaye de Morimondo est née dans la première moitié du XIIe siècle grâce à l'arrivée de moines cisterciens venus de France. Dans les parties originales restantes de l'église, le style gothique primitif se manifeste uniquement dans les proportions élancées par rapport à celles de l'art roman. La façade est en terre cuite, avec des fenêtres à meneaux et une rosace, réalisée de manière simple, selon les règles de l'architecture cistercienne.

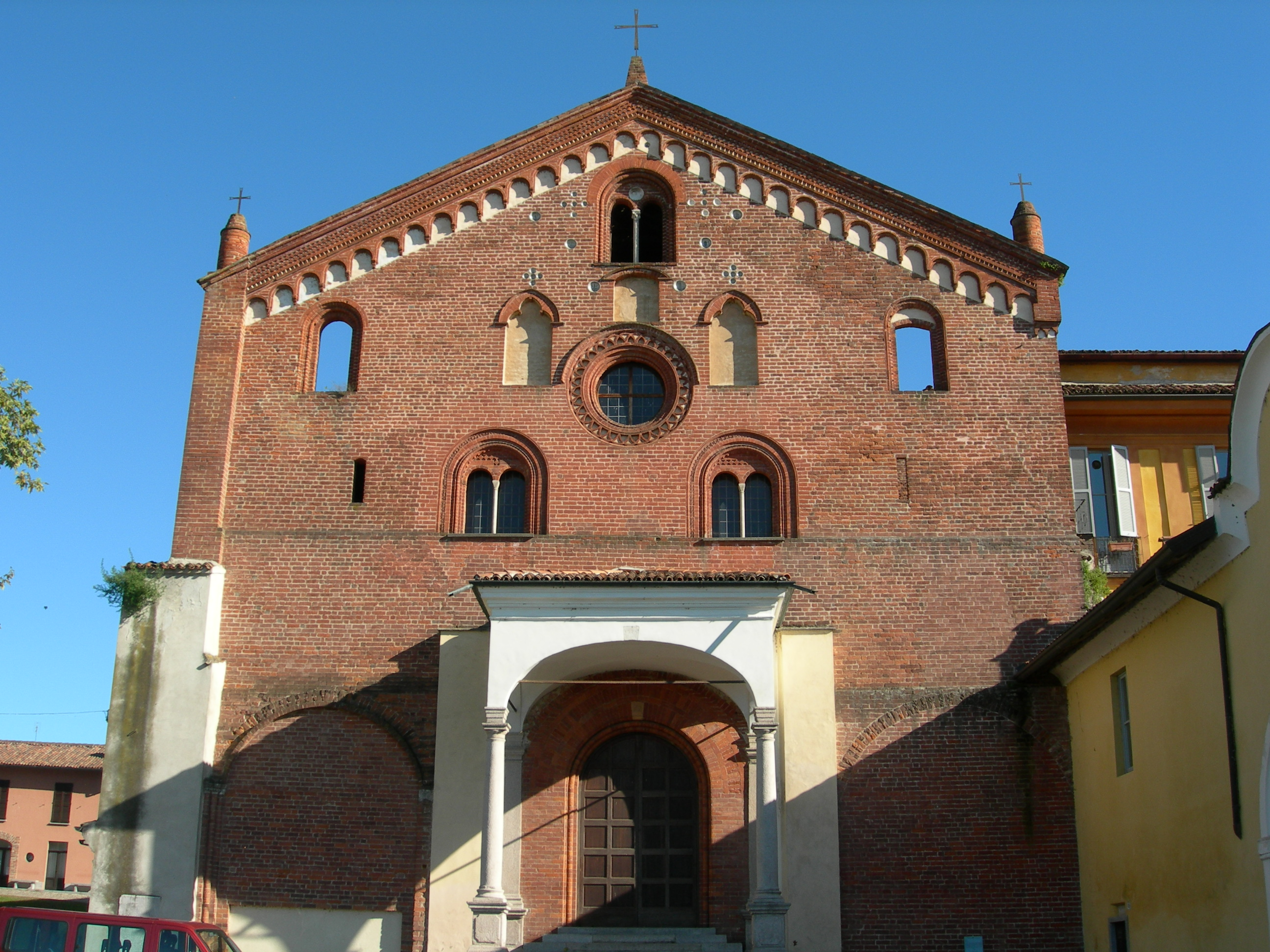
La façade.
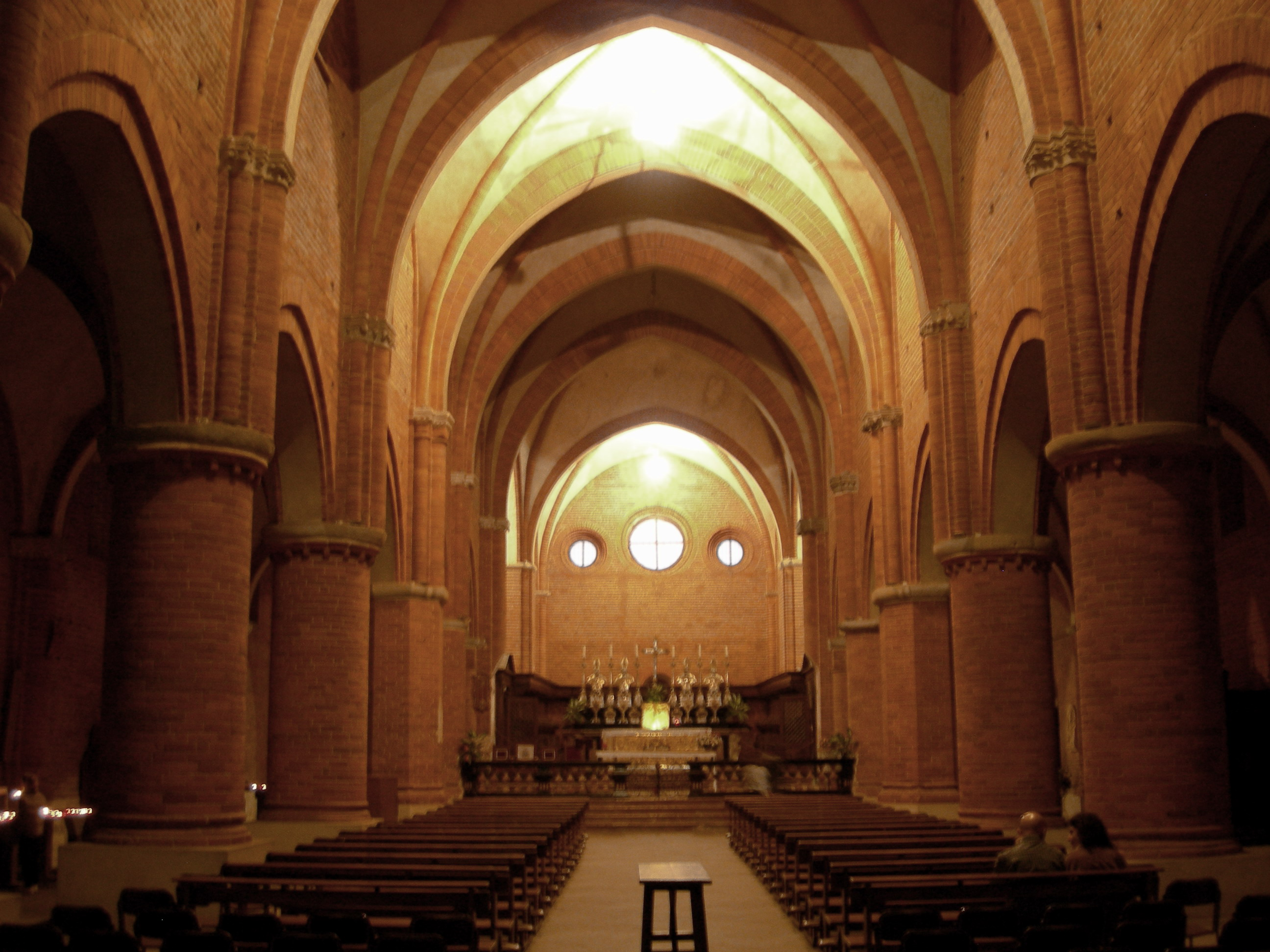
La nef.
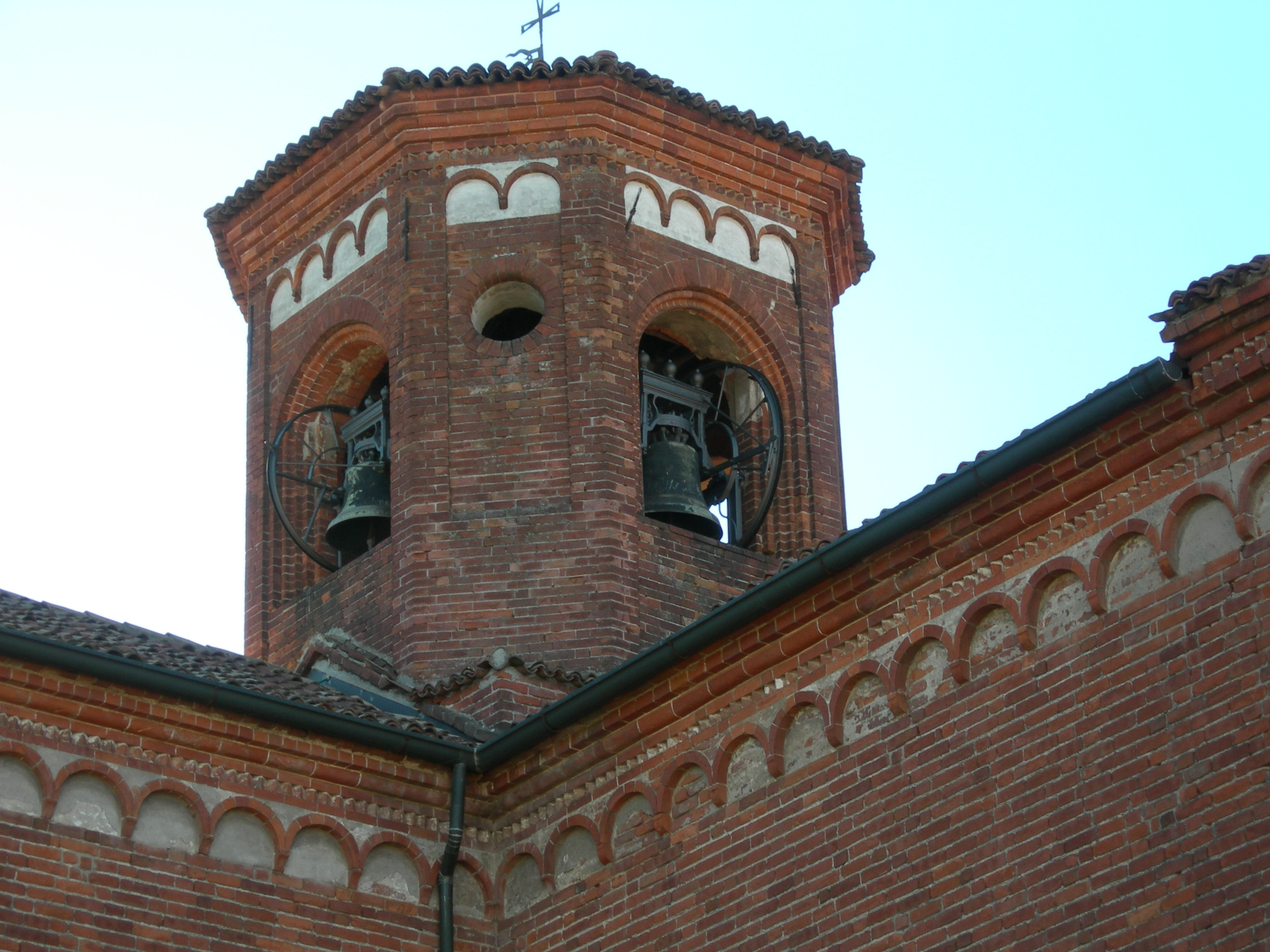
La tour élevée à la croisée du transept.
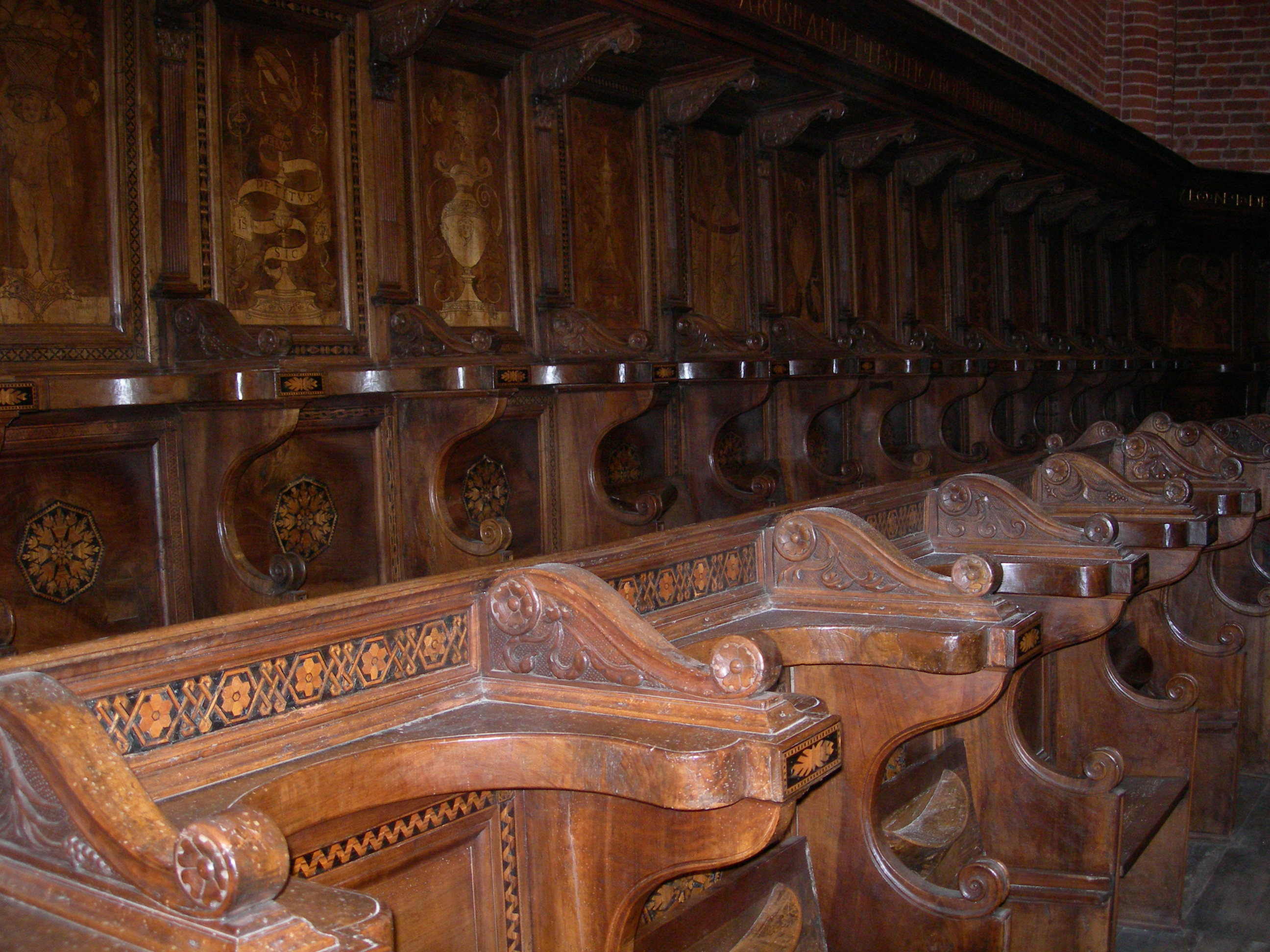
Les stalles du chœur.

#### Abbaye de Mirasole
Le complexe de l'abbaye de Mirasole est un exemples d'architecture religieuse fortifiée en Lombardie. Elle a été fondée au XIIIe siècle, tandis que l'église date de la fin du XIVe siècle. La façade est en terre cuite avec des décorations simples, constituées d'une rosace, de deux fenêtres à une seule lancette et d'un portail en terre cuite. L'intérieur est constitué d'une salle à une seule nef se terminant par une abside quadrangulaire où se trouvent des fresques de l'Assomption de la Vierge réalisées par un peintre anonyme probablement de l'école de Michelino da Besozzo.

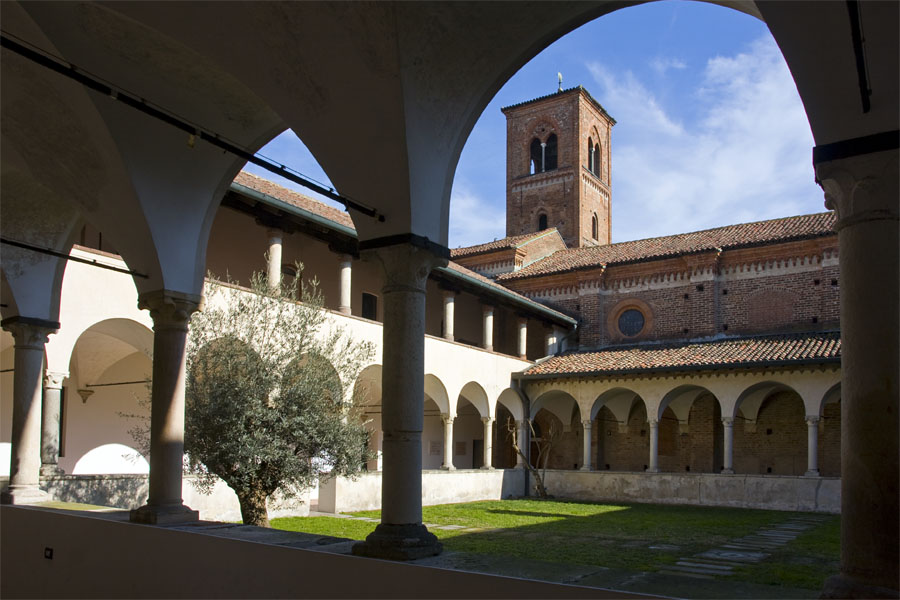
Le cloître.
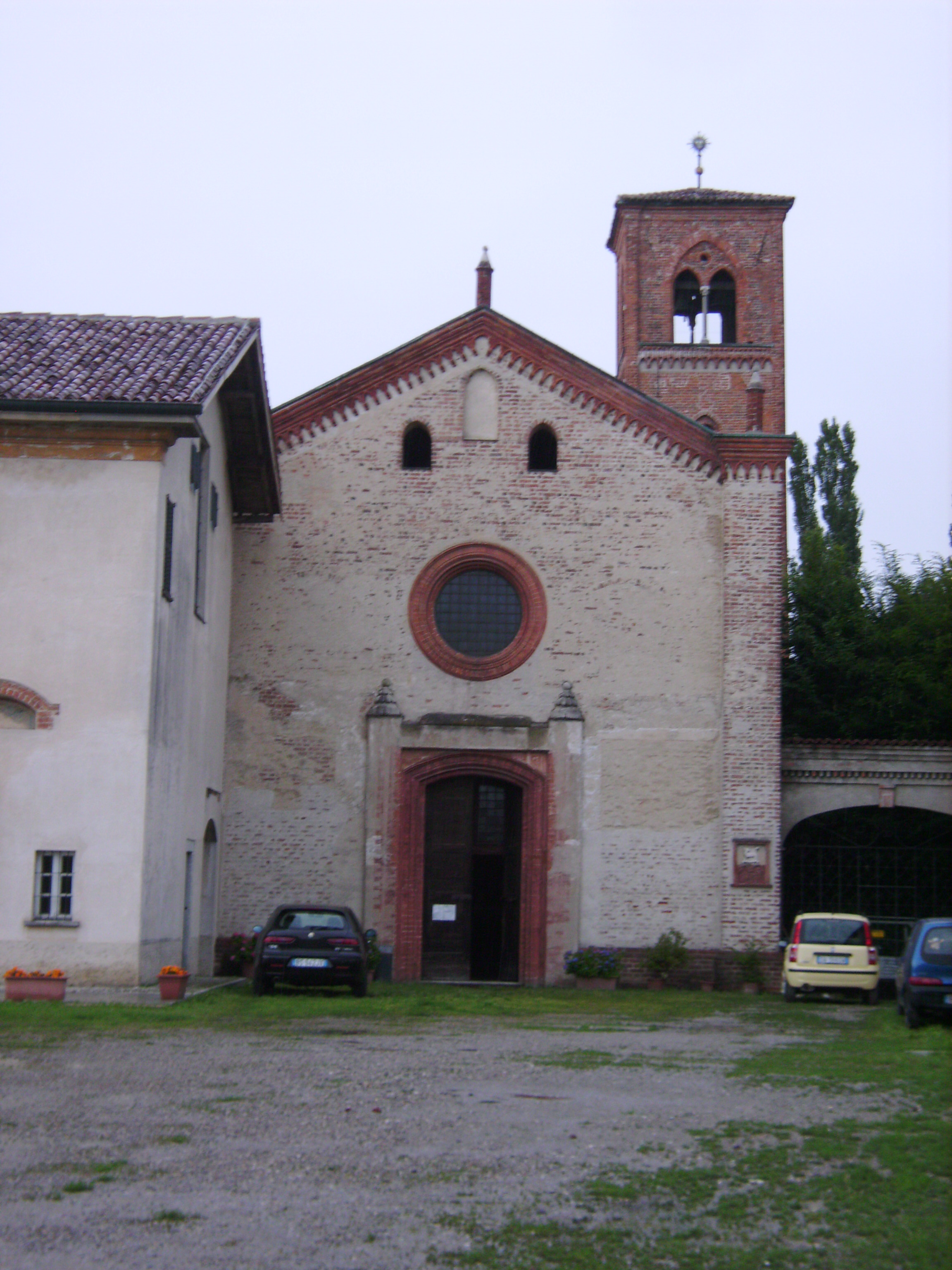
La façade de l'église.
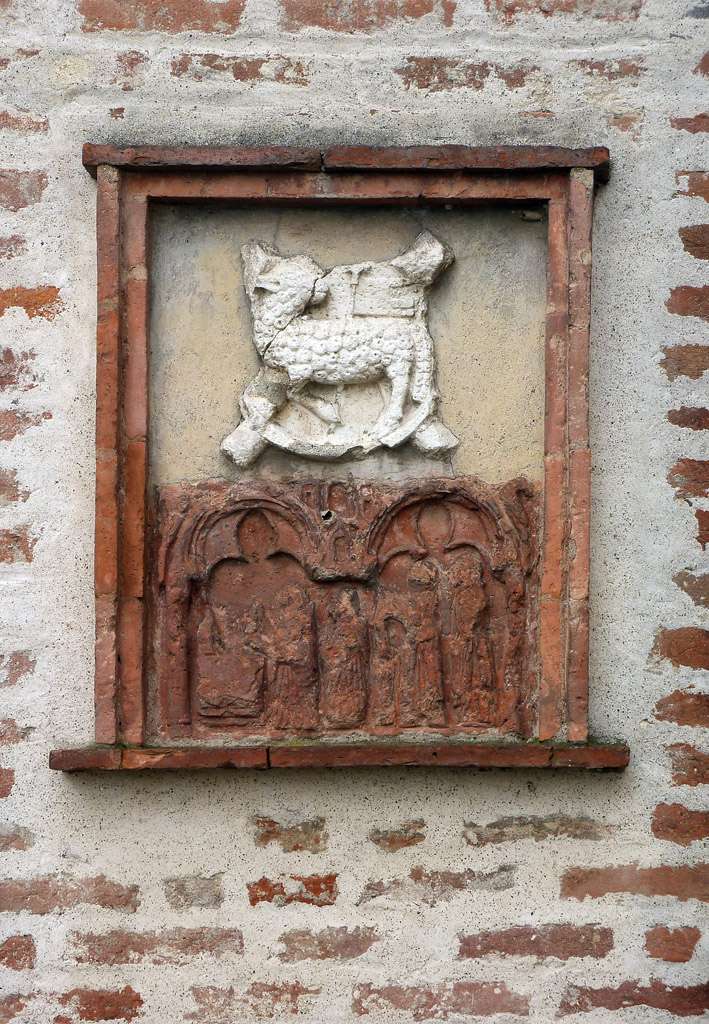
Un bas-relief sur la façade.
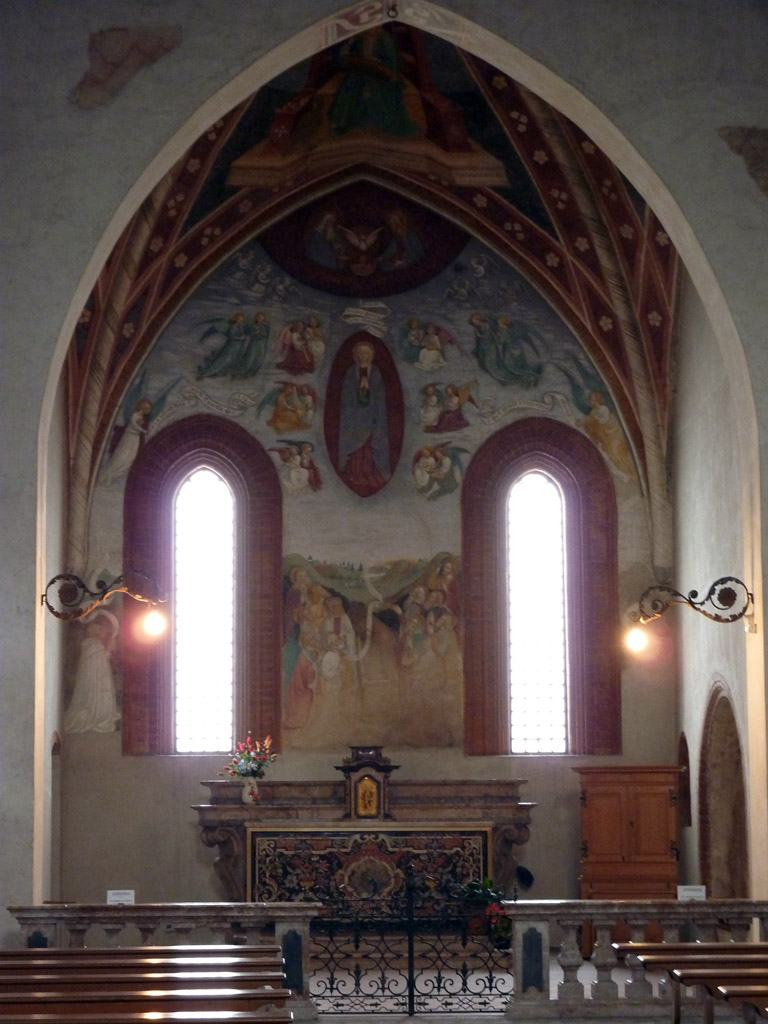
L'iIntérieur de l'église.

## La période des Visconti
Au début du XIVe siècle, Azzon Visconti instaure un programme de mécénat dont le point d’ancrage est l’architecture gothique. 

### Église San Gottardo in Corte
Il fait construire l'église San Gottardo in Corte. L'édifice était à l'origine une chapelle ducale, construite de 1330 à 1336 sur ordre d'Azzon Visconti, comme l'atteste une inscription sur les murs de l'église. Il fut dessiné par l'architecte Francesco Pecoraro, originaire de Crémone.
L'église était à l'origine consacrée à la Vierge, mais Azzon Visconti souffrant de la goutte, la dédia par la suite à Gothard de Hildesheim, saint-patron des victimes de cette maladie.
La décoration est à base d’éléments en terre cuite alternatifs, typiques de l’architecture roman Lombard, et d’éléments en marbre blanc. Pour le clocher l'utilisation de la terre cuite est répandue dans les étages inférieurs et laisse place au marbre blanc dans les parties supérieures jusqu’au sommet.
L’intérieur, tel que décrit par Galvano Fiamma dans les chroniques de l’époque, a été décoré de fresques par Giotto et son école, appelé à Milan par Azzon Visconti. 
L'intérieur fut restauré à l'époque néoclassique par Giocondo Albertolli. De l'ornementation d'origine, subsistent notamment une partie d'une Crucifixion de Giotto, une toile représentant Saint-Charles Borromée par Giovanni Battista Crespi et le tombeau d'Azzon Visconti.

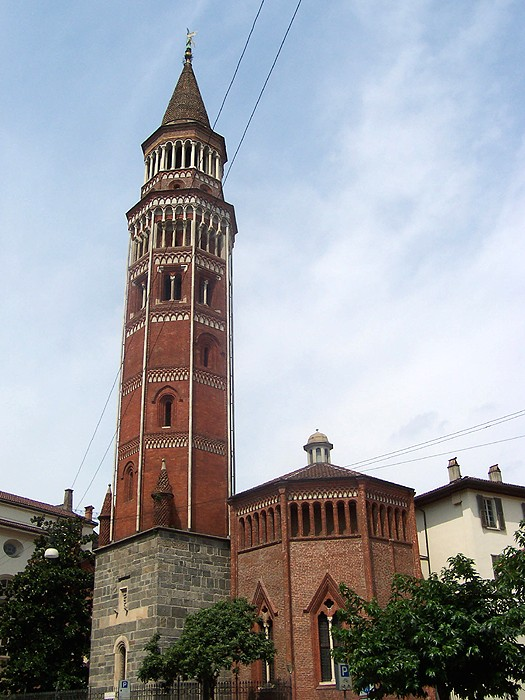
Abside et campanile.
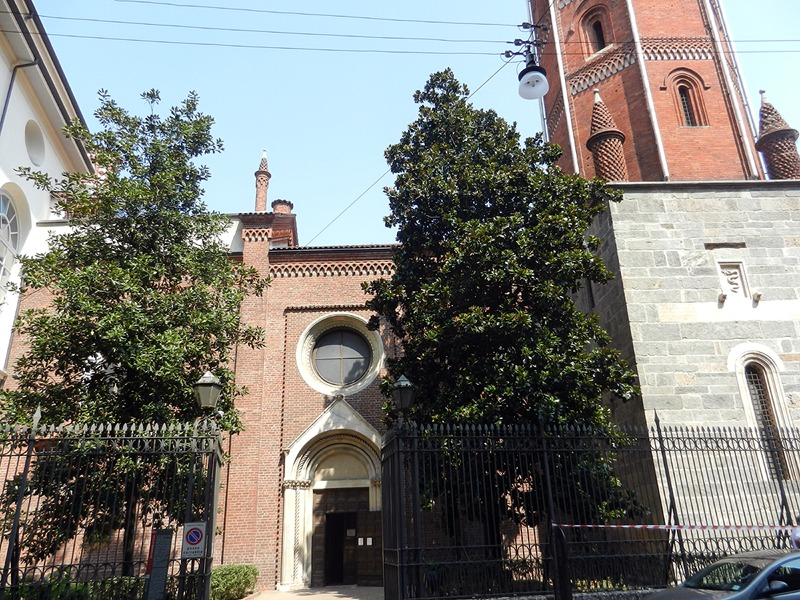
Entrée sur le côté droit.
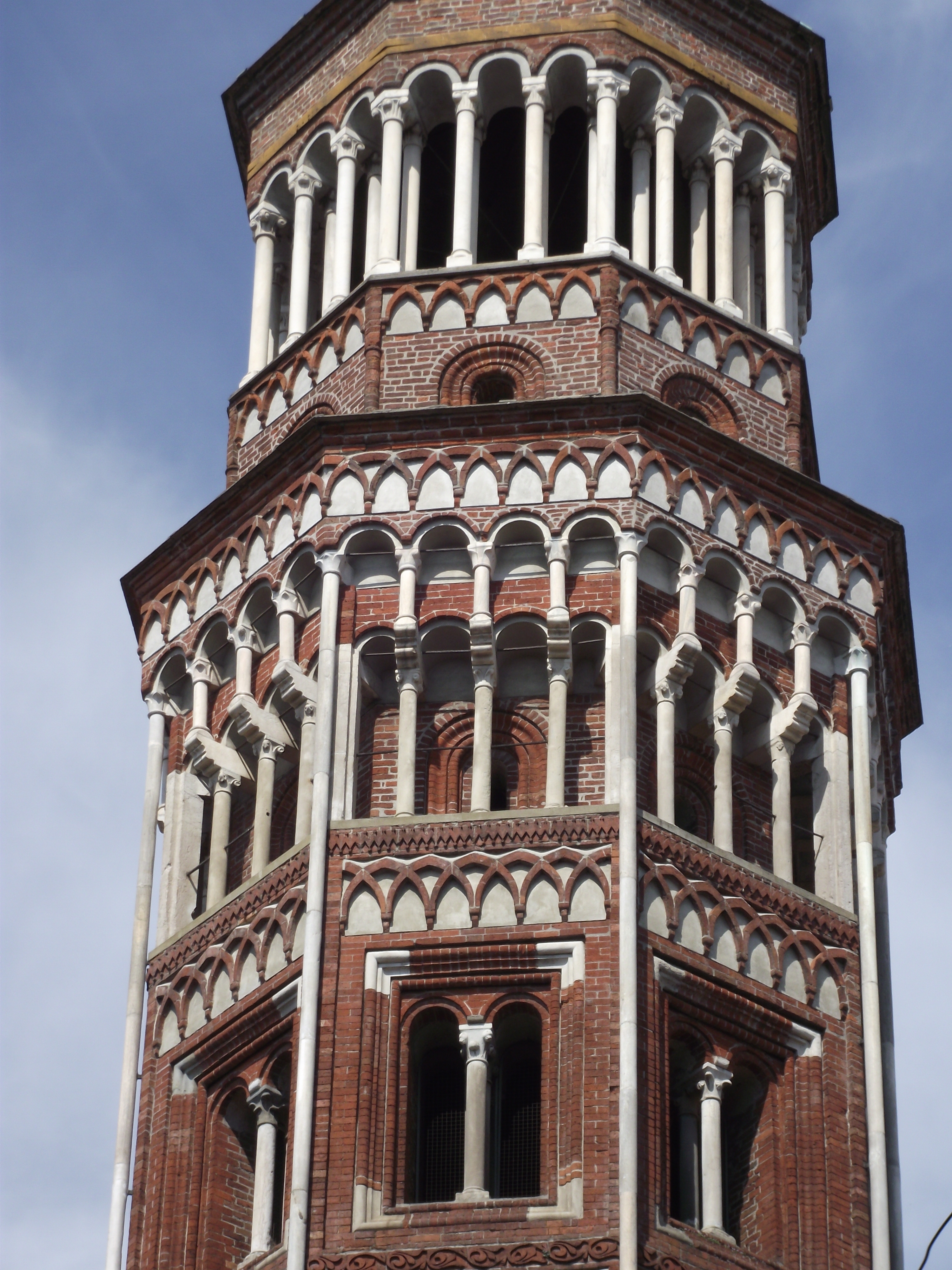
Campanile.
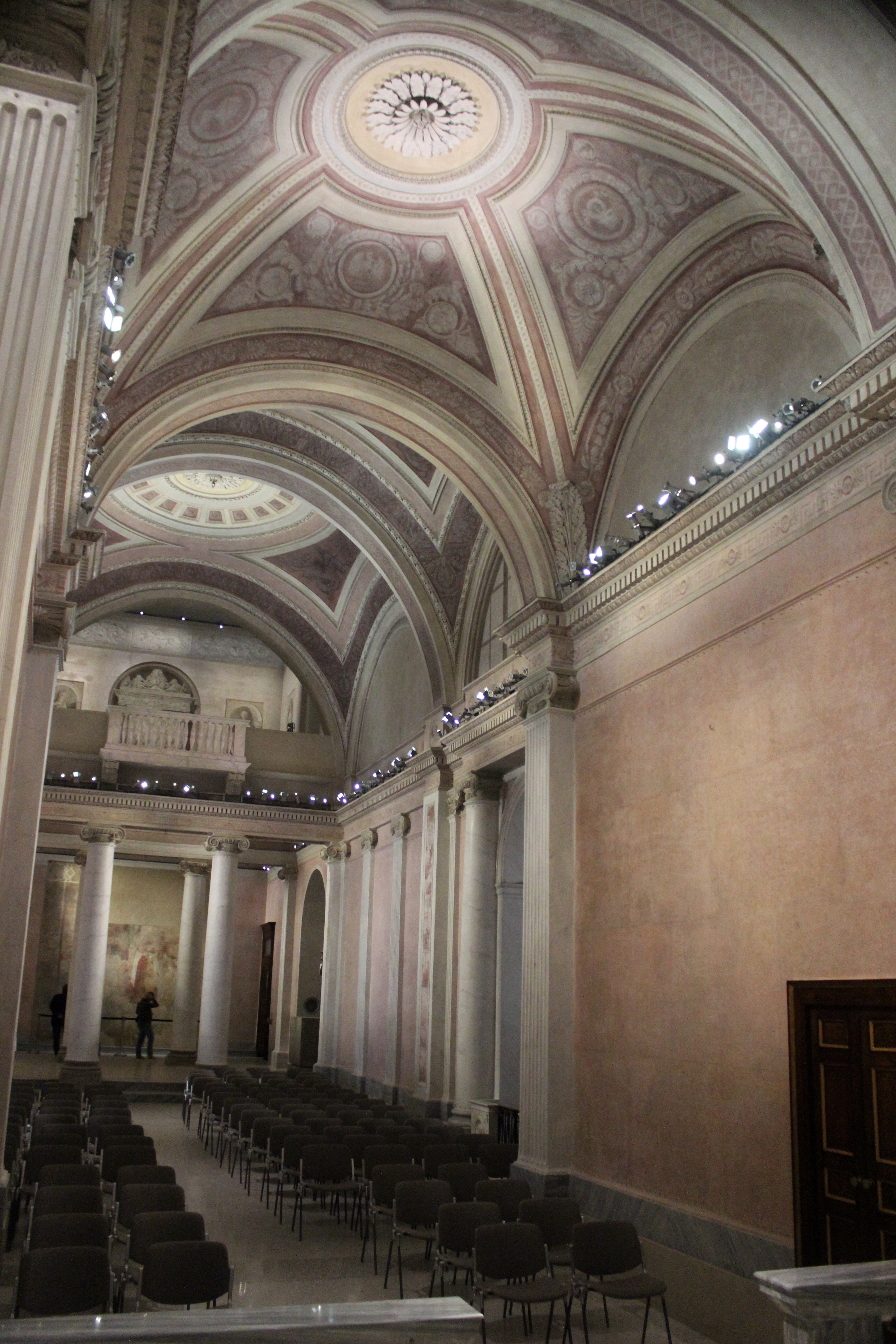
Intérieur.
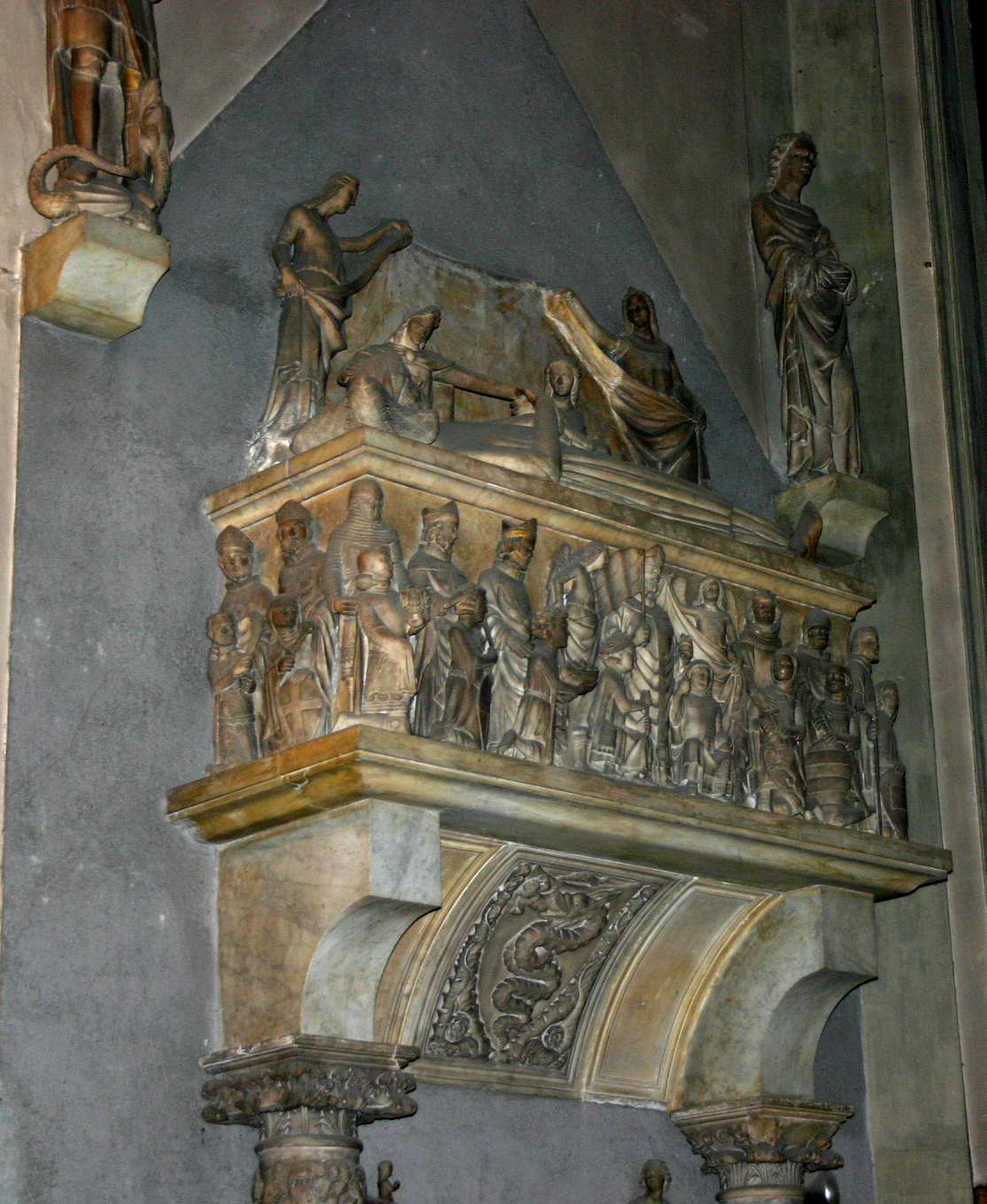
Tombeau d'Azzon Visconti

### Église San Cristoforo sul Naviglio
L'église San Cristoforo sul Naviglio est composée de deux édifices datant respectivement de la fin du XIIe  et de la fin du XIVe siècle. La façade, également divisée en deux, présente sur la gauche un portail à arc brisé en terre cuite avec une rosace inscrite dans l'arc, tandis qu'à droite se trouve un portail moins décoré mais aux proportions élancées et flanqué de deux fenêtres à arc brisé. Des deux côtés de la façade, il y a des restes de fresques. À l'intérieur, la partie droite de l'église possède une salle rectangulaire avec un toit en bois et une abside semi-circulaire, tandis que la partie gauche a un toit en forme de croix avec des fenêtres à une seule lancette. Parmi les fragments de fresques visibles dans l'église figure une Crucifixion des Zavattari,.

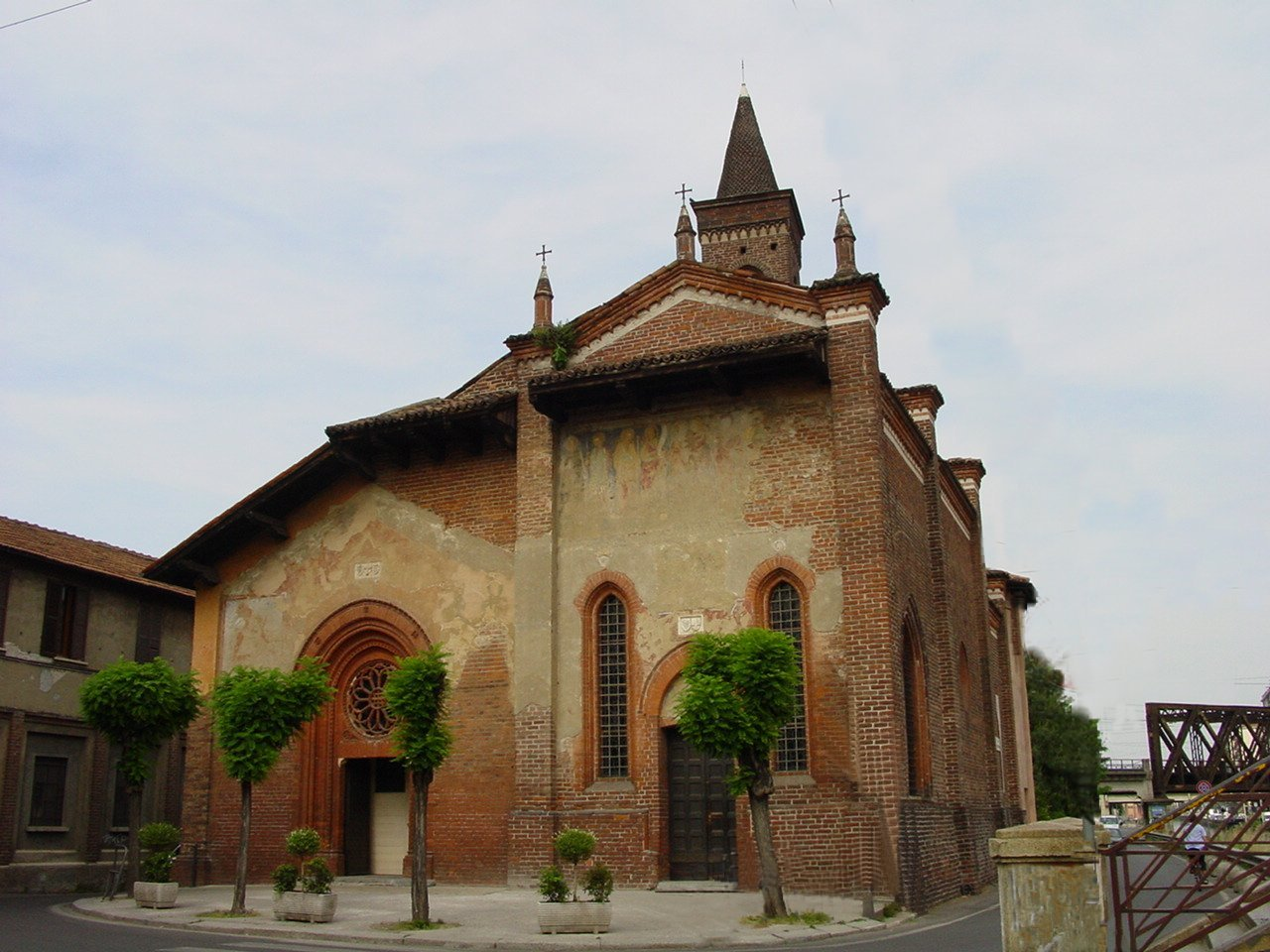
La façade.
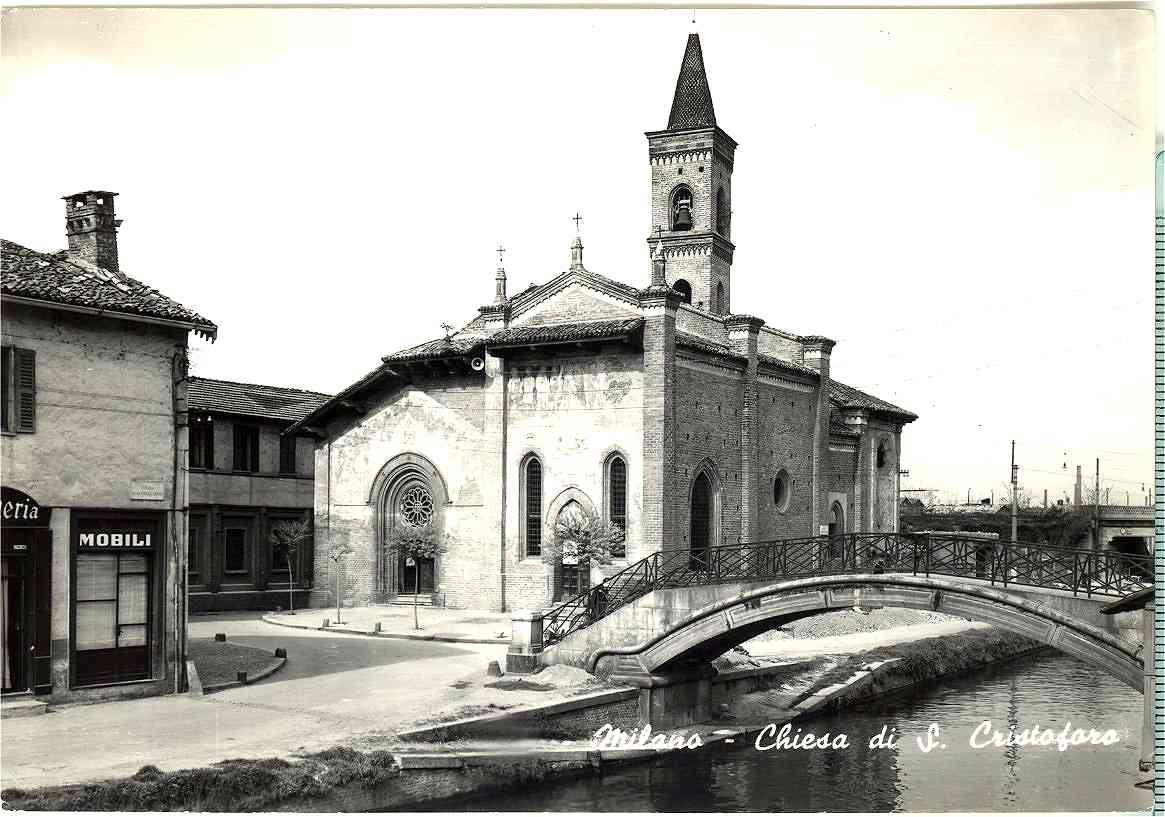
L'ensemble dans une photographie de 1964.
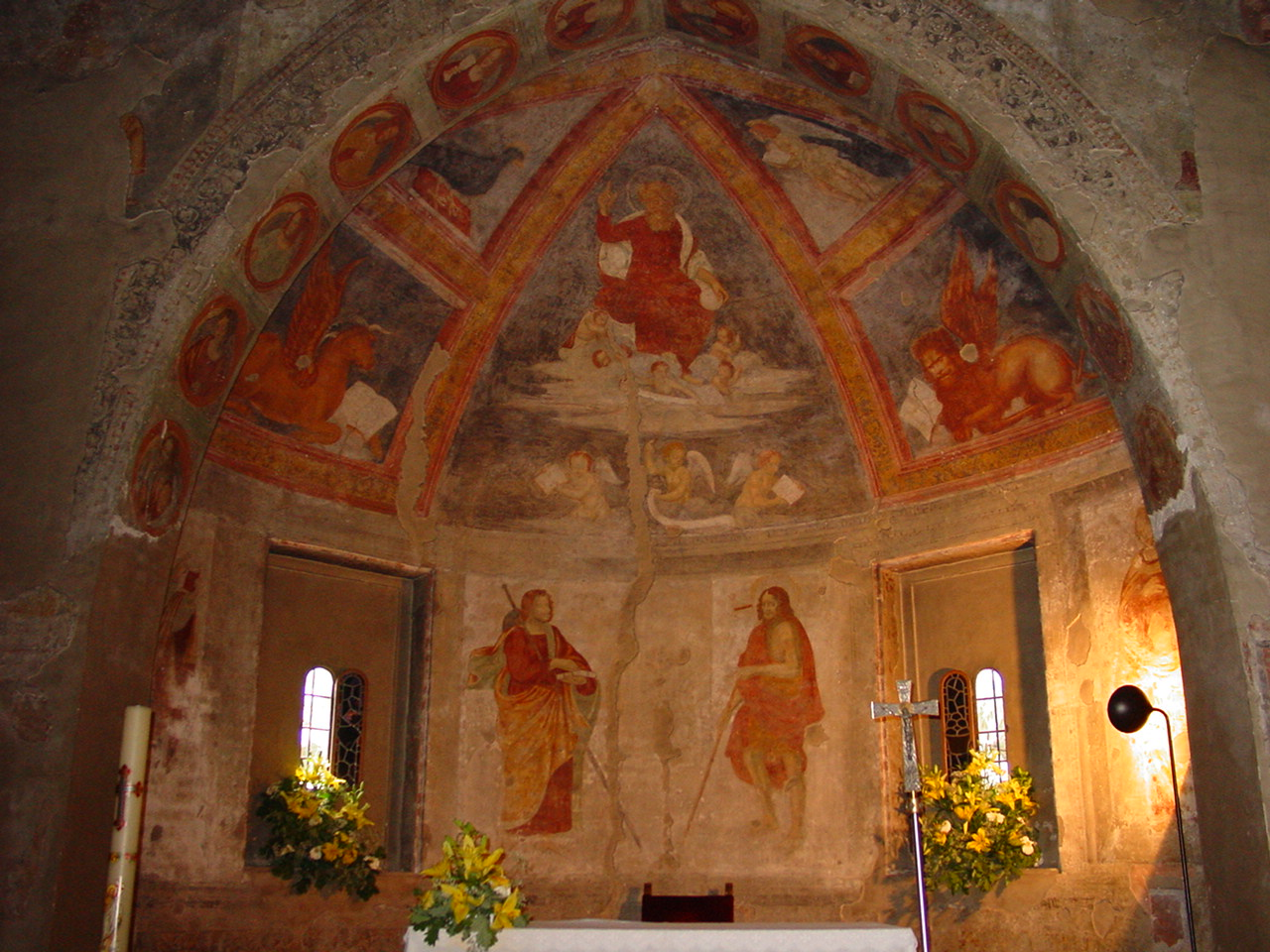
Fresque dans l'abside.
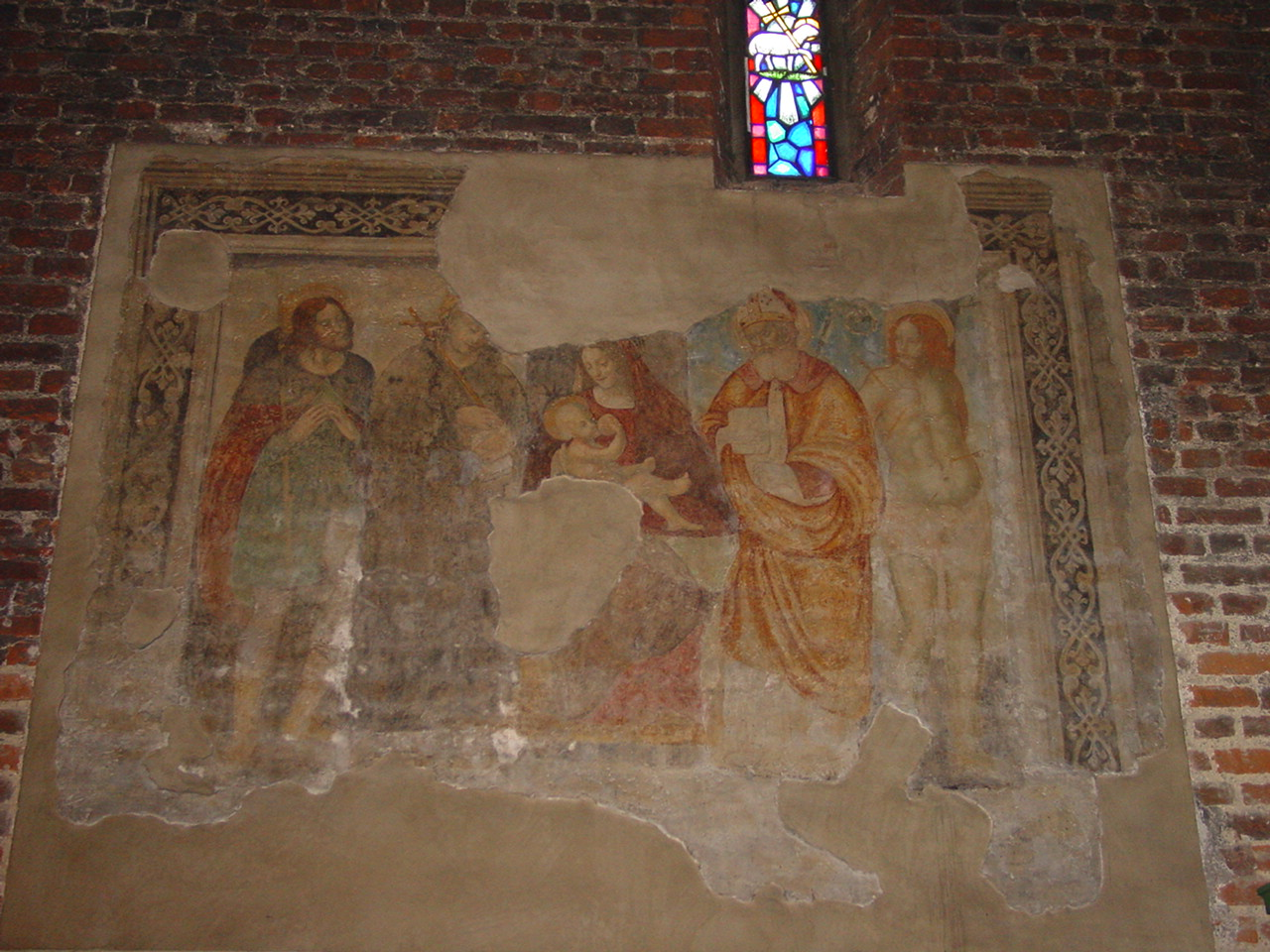
Fresques sur la paroi gauche de la partie plus ancienne.

### Église San Lorenzo a Monluè

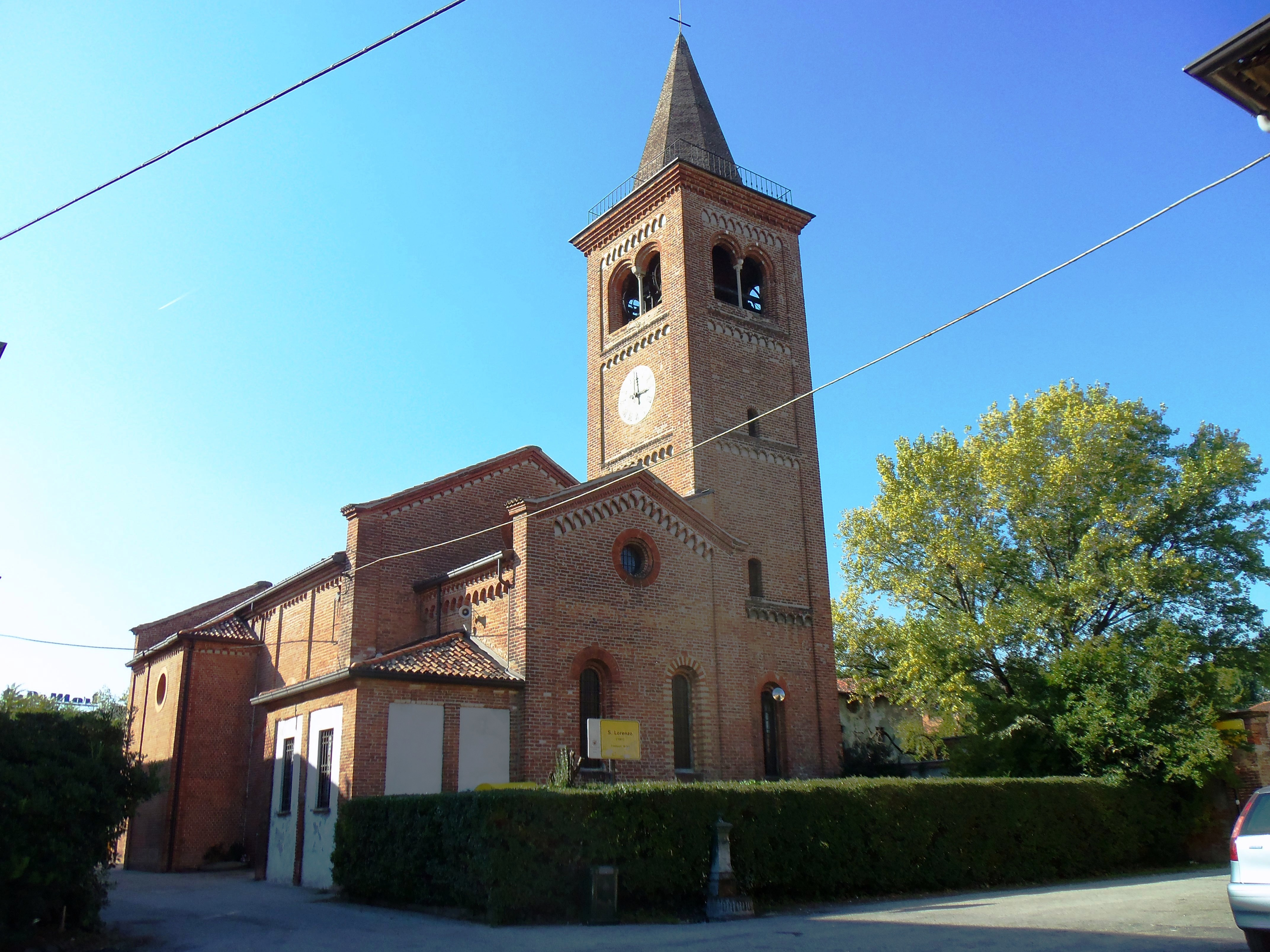
Église San Lorenzo a Monluè

L'église San Lorenzo a Monluè remonte à la seconde moitié du XIIe siècle. Construite par l'ordre des Humiliés dans un style très simple probablement emprunté à l'architecture cistercienne, la façade élancée est en terre cuite, le portail très simple a arc à plein cintre est surmonté d'un faux protiro flanqué de deux étroites fenêtres à lancette unique. Le clocher de l'église, de plan carré, est composé de quatre ordres horizontaux : le dernier étage est orné de fenêtres à meneaux avec des arcs reposant sur de petites colonnes en pierre. L'intérieur, très simple, a une seule nef avait à l'origine un toit à charpente en bois. Sur les murs, se trouvent les restes de fresques avec des éléments végétaux, typiques de la décoration picturale lombarde du début du XIVe siècle.

### Église San Marco
l'Église San Marco a été fondée à la fin du XIIe siècle par des moines augustins, cependant, les lourdes interventions subies par l'église depuis le XVIe siècle ont bouleversé son aspect, récupéré en petite partie à l'extérieur avec la restauration du XIXe siècle par Carlo Maciachini . De son origine, il reste la structure en lignes brisées marquée verticalement par des contreforts ainsi que la rosace en terre cuite et le portail en marbre blanc surmonté de trois statues des saints Augustin, Marc et Ambroise. Le clocher quadrangulaire en maçonnerie date du début du XIVe siècle et reprend un des modèles architecturaux typiques de la région milanaise de l'époque déjà utilisé par exemple à l'abbaye de Mirasole et à l' Arengario de Monza.
De la décoration picturale d'origine, il reste quelques fragments de la fresque de la chapelle de l'abside gauche dédiée à la Vierge Marie, une Vierge à l'Enfant et saints, datant de la fin du XIIIe siècle, avec un style influencé par l'art byzantin mais aussi par les fresques du chantier de la Basilique Saint-François d'Assise et la fresque de Marie-Madeleine et une sainte chevalière, dont les similitudes stylistiques avec le chantier de l'Abbaye de Chiaravalle conduisent à attribuer l'œuvre au soi-disant Premier Maître de Chiaravalle . Enfin, à l'intérieur de l'église, on trouve de nombreuses œuvres sculpturales datant de la période gothique, dont le Monument funéraire de Lanfranco Settala et l' « Arche Aliprandi ».

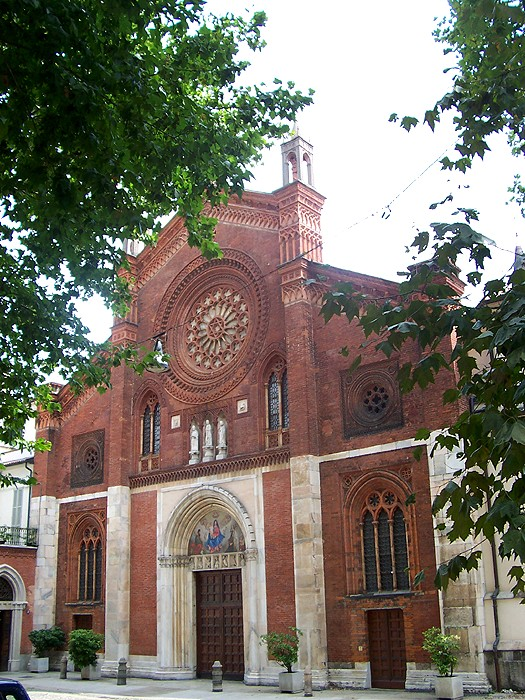
Façade.
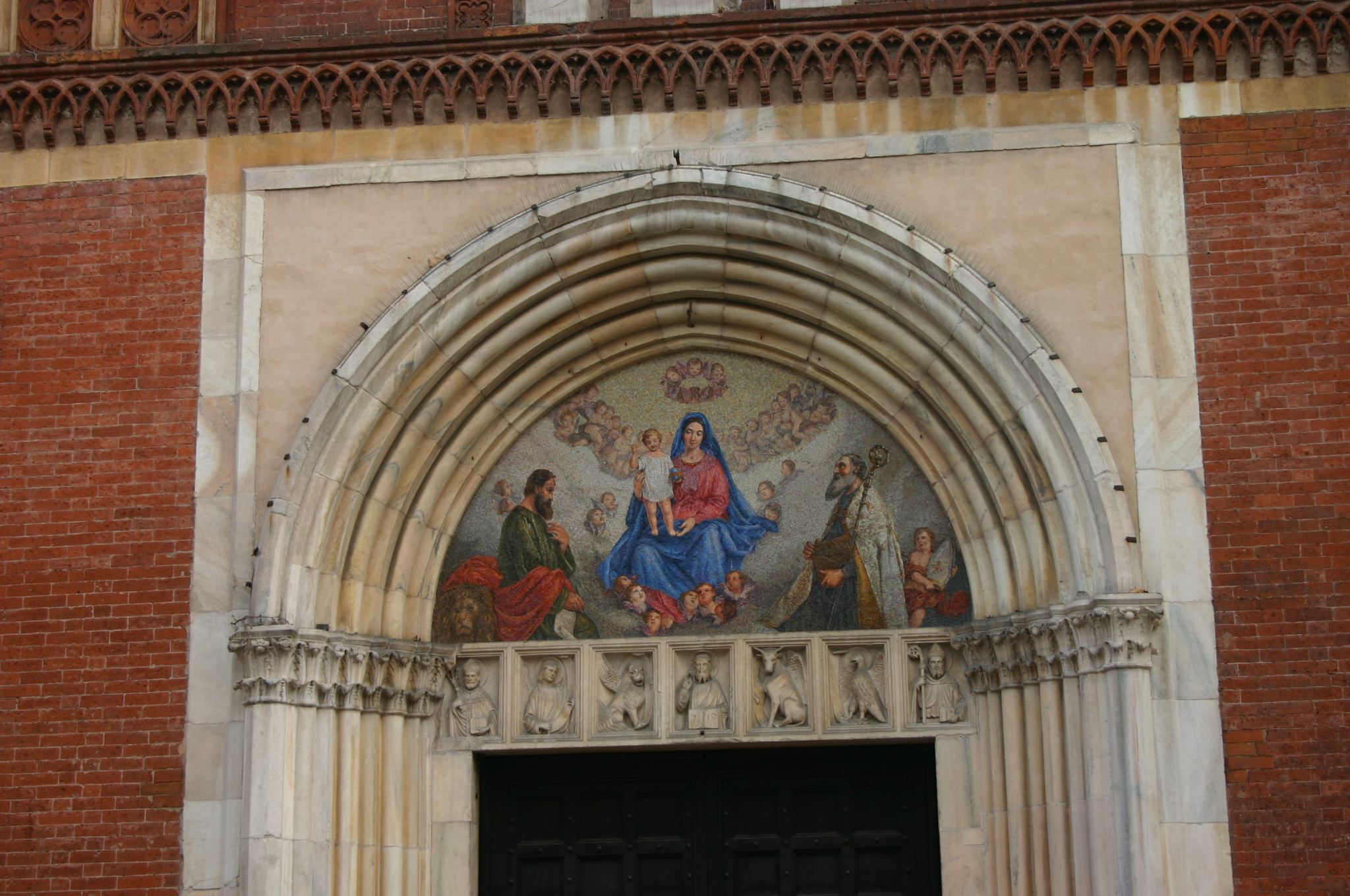
Tympan du portail central.
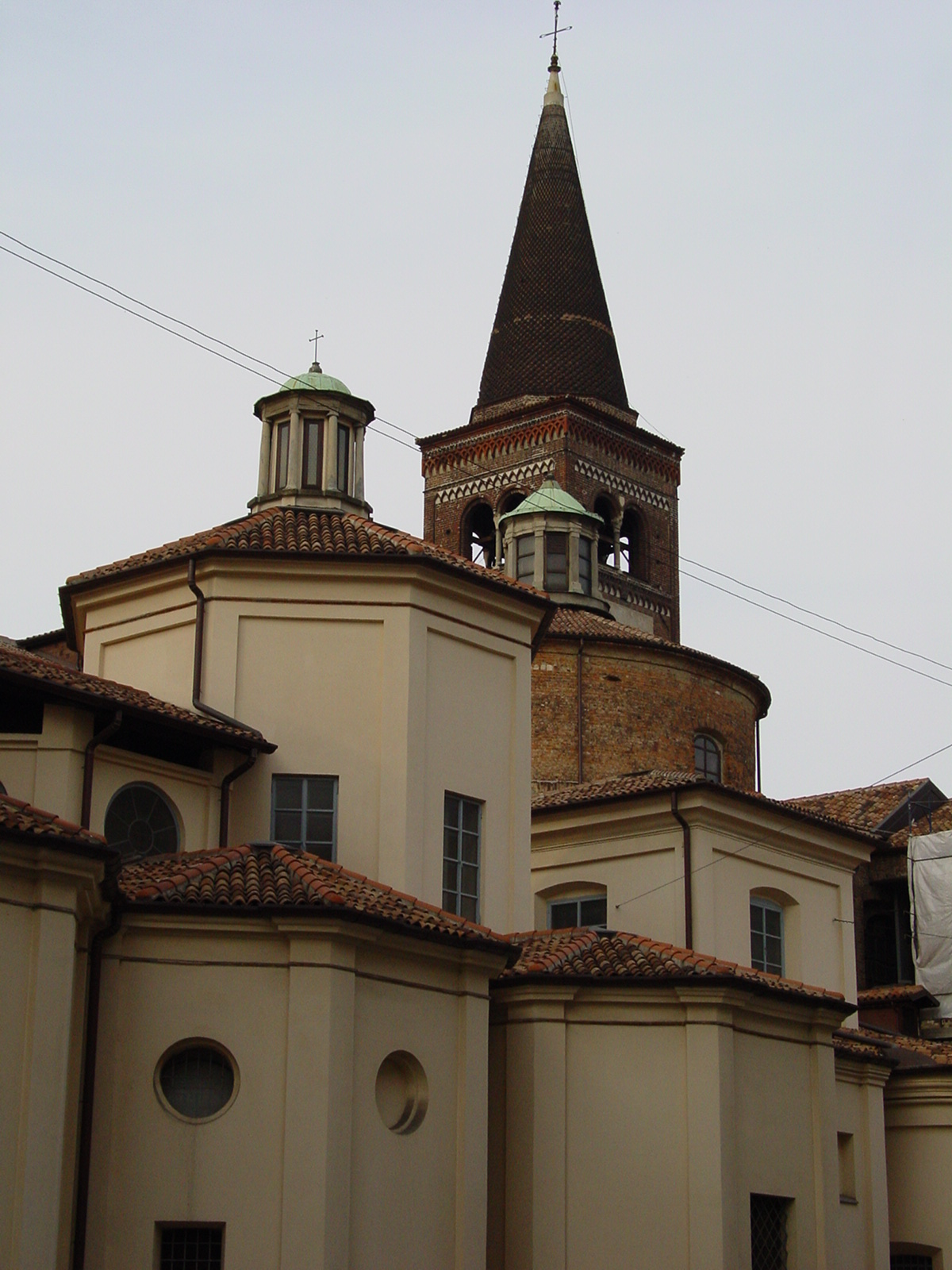
Le clocher.
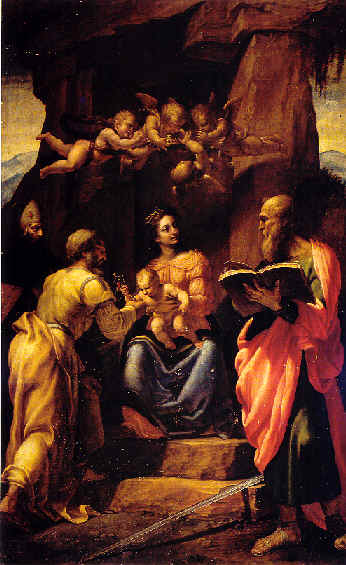
Vierge à l'Enfant et saints, Giovanni Paolo Lomazzo.
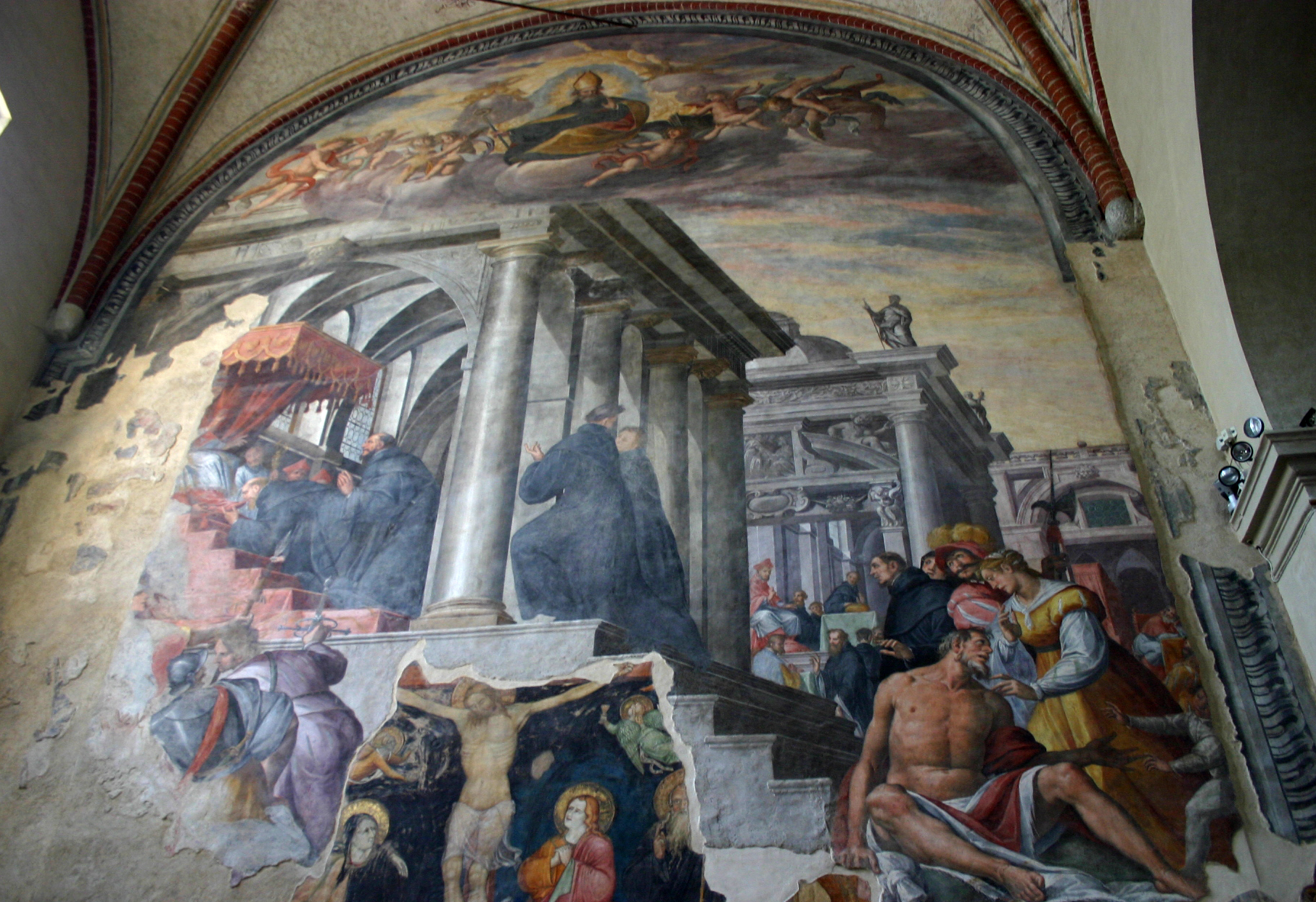
Fresque des « Fiammenghini  ».

### Église Santa Maria del Carmine
L'église Santa Maria del Carmine, bien que fondée à la fin du XIVe siècle, ne présente pas d'éléments significatifs de l'architecture gothique, à l'exception du plan : la façade est le résultat d'une restauration néo-gothique du XIXe siècle tandis que les intérieurs ont été décorés principalement entre le XVe  et le XVIIe siècle. Le plan a la forme d'une croix latine à trois nefs, une forme empruntée à la Chartreuse de Pavie par le même architecte Bernardo da Venezia. De la lecture du plan ressort la règle de construction ad quadratum, qui utilise un carré comme élément de base pour la définition des proportions. La nef principale est composée de trois carrés, ainsi que le transept, tandis que les nefs et les chapelles latérales ont la superficie d'un quart du carré élémentaire,.

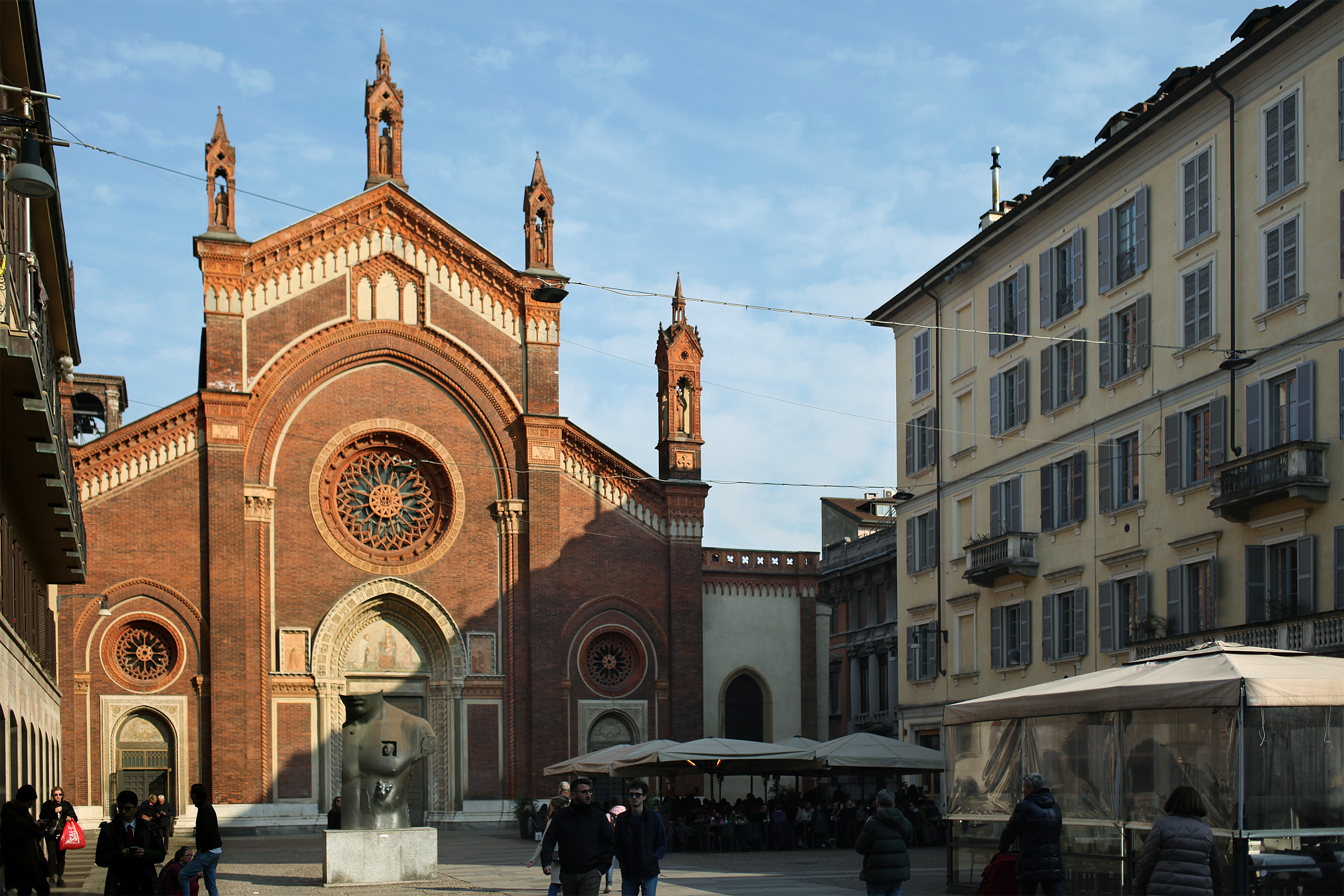
La façade.
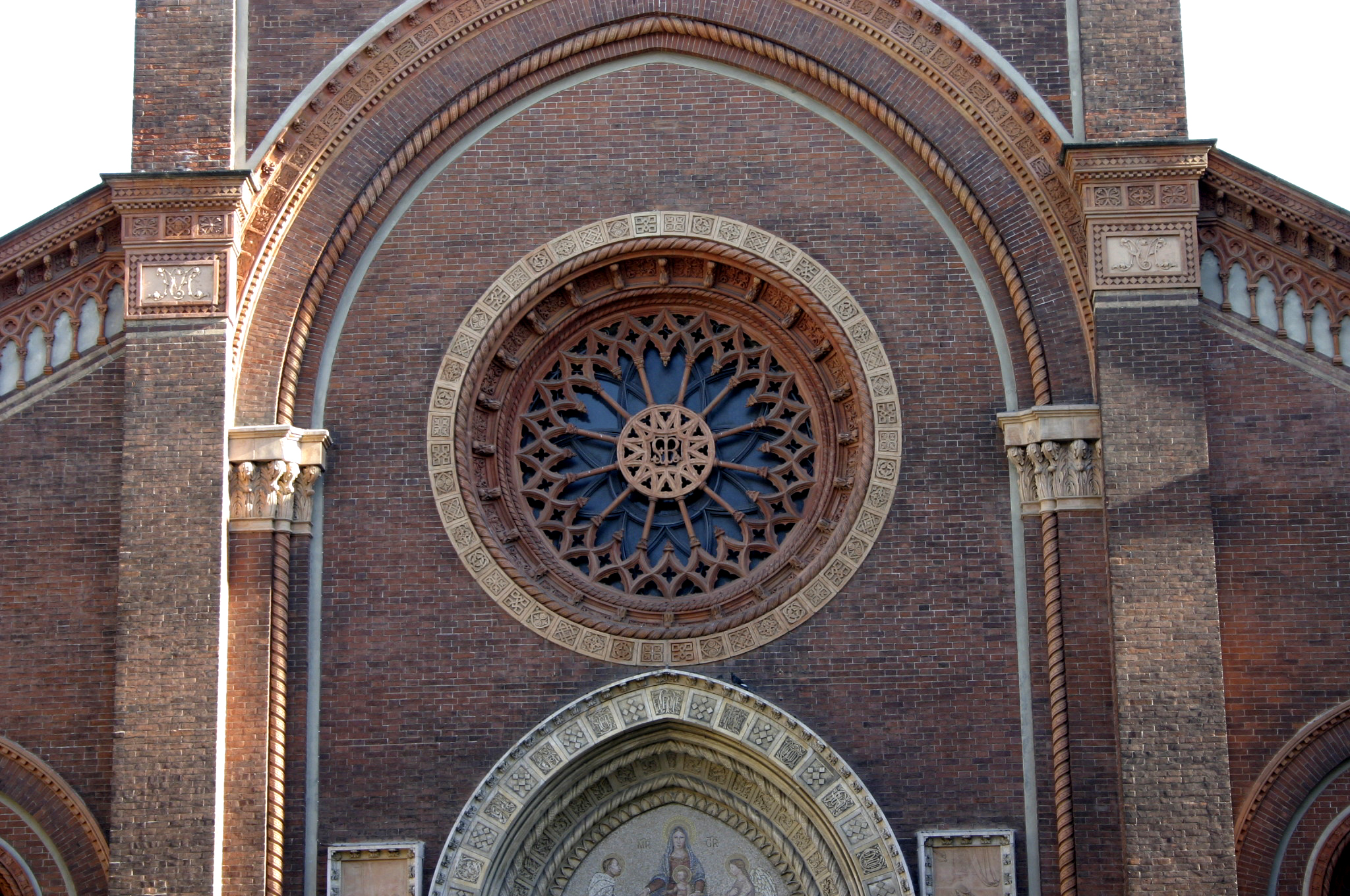
La rosace.
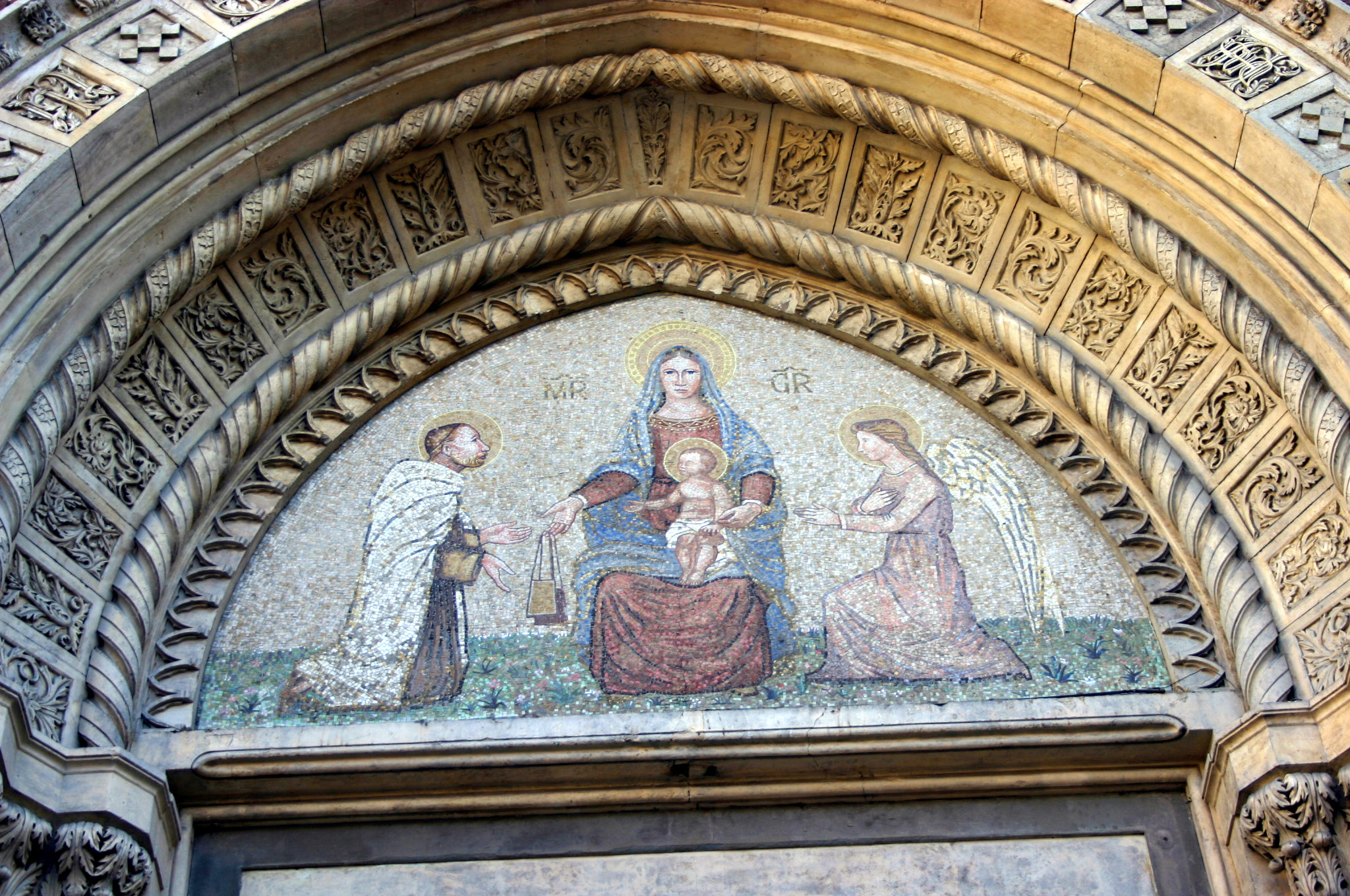
La lunette du portail central.
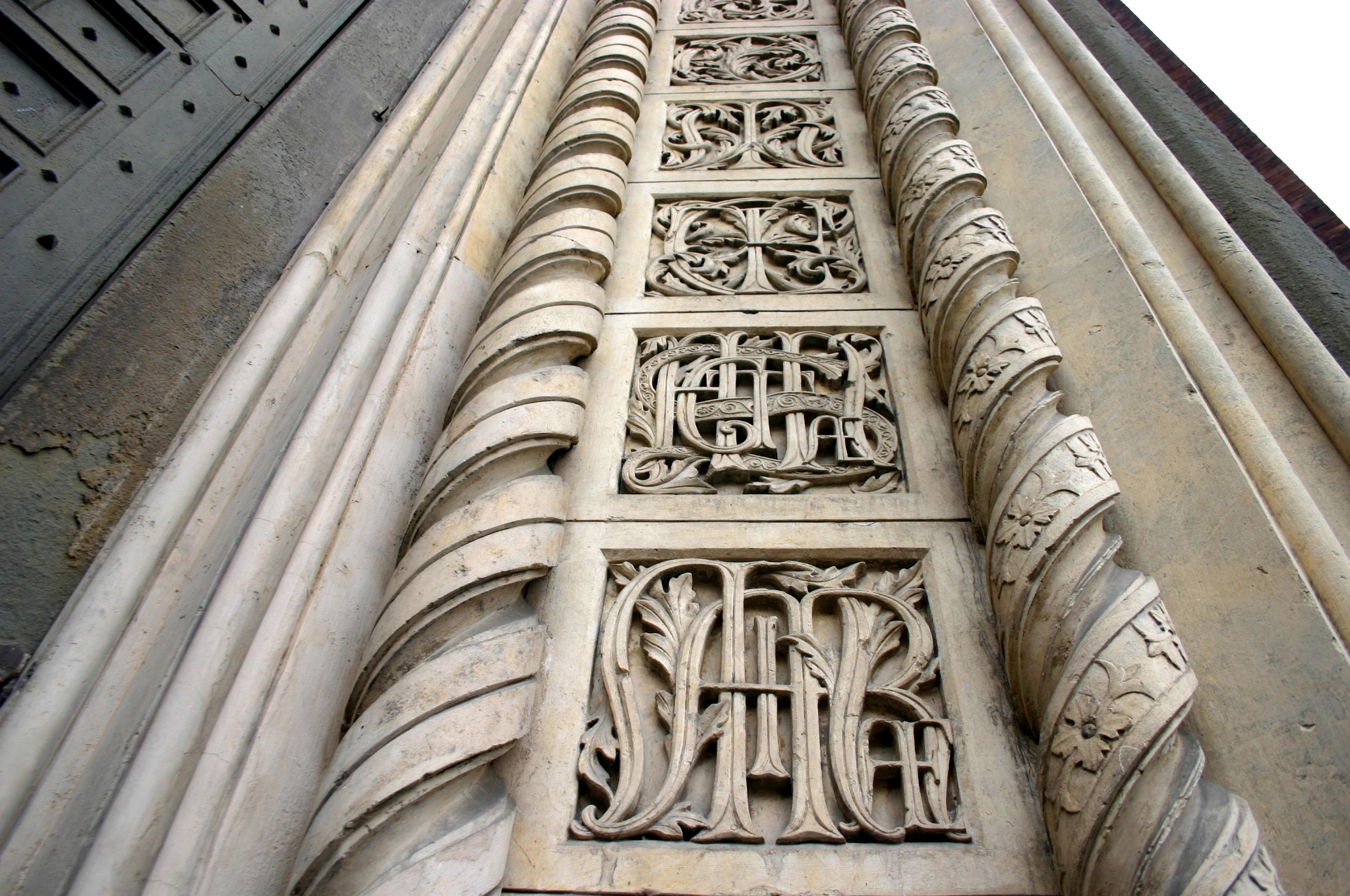
Le monogramme marial sur le montant central du portail.
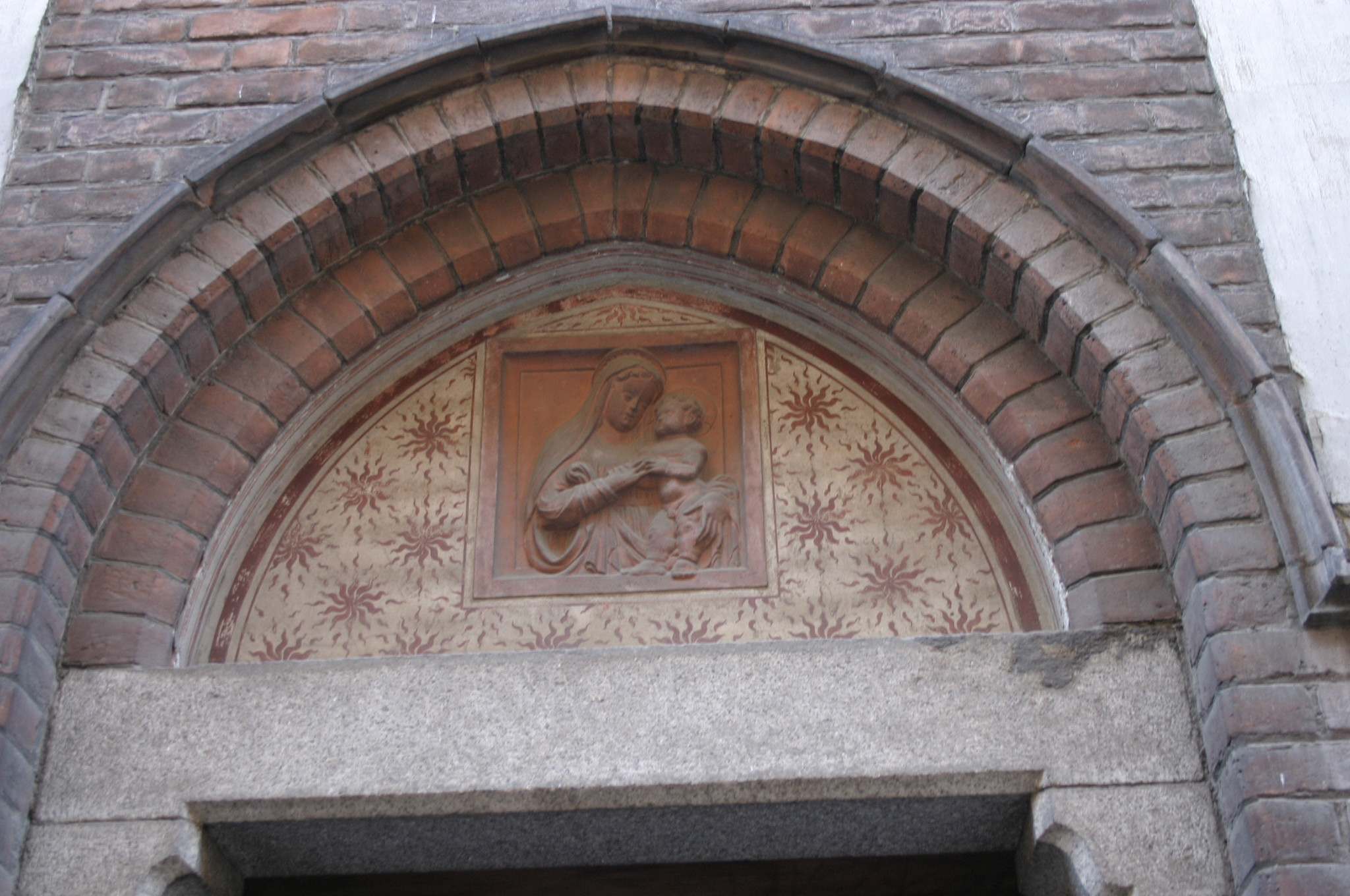
Lunette du portail latéral.

### Basilique Sant'Eustorgio
Dans la basilique Sant'Eustorgio se trouve la chapelle des Visconti commencée en 1297 par Matteo Visconti. De la décoration picturale originale, seules les figures des quatre évangélistes sont restées en bon état, tandis qu'il reste des traces de fresques plus tardives comme le Triomphe de saint Thomas, saint Georges libérant la princesse et sept saints, attribuées au soi-disant Maître de Lentate, auteur du cycle de fresques de l'oratoire de Santo Stefano di Lentate. Enfin, la chapelle contient l'Arche de Matteo et Valentina Visconti. Toujours à Sant'Eustorgio, on peut trouver dans la chapelle Torriani des fresques de style gothique tardif datant de 1440, des Évangélistes et des saints attribuées au cercle des Zavattari.

### Basilique San Giovanni in Conca
Barnabò Visconti a déplacé la chapelle familiale dans l'église de San Giovanni in Conca, désormais démolie. l'architecture extérieure et le plan intérieur ont été repris de l'architecture des abbayes de l'époque, comme en témoigne la façade avant la démolition avec rosace et fenêtres à une lancette sur le modèle de l'abbaye de Viboldone. Parmi les vestiges de la décoration picturale relevée avant la démolition de l'église, on trouve un « Ange annonciateur » et la « Vierge annonciatrice » d'un peintre anonyme aux influences vénitiennes du début des années 1300 . L'influence toscane est plus marquée dans les Histoires de Saint Jean l'Évangéliste, conservées dans les collections du château Sforzesco, dans lesquelles des couleurs vives sont utilisées avec des indications de construction en perspective, attribuées à un maître anonyme du cercle de Giusto de Menabuoi,.

#### Avant la destruction

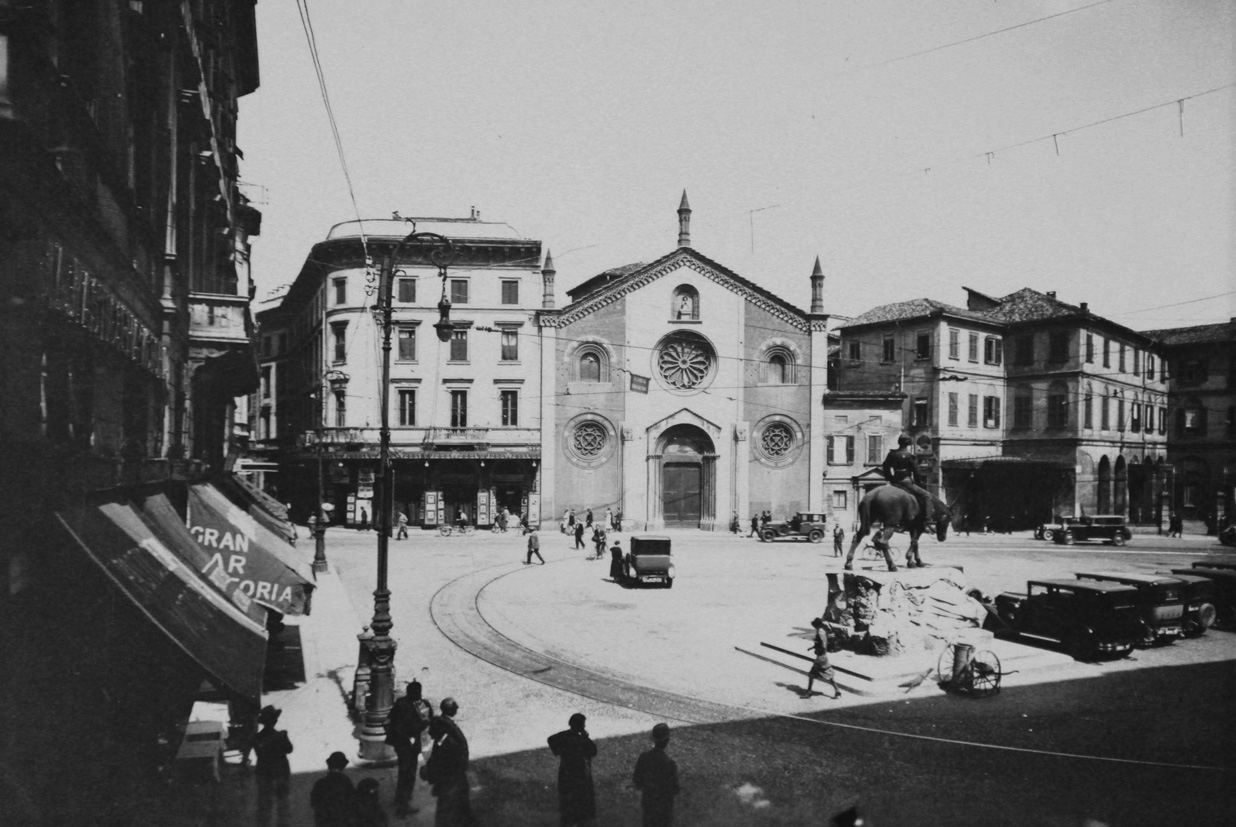
L'église au début du XXe siècle
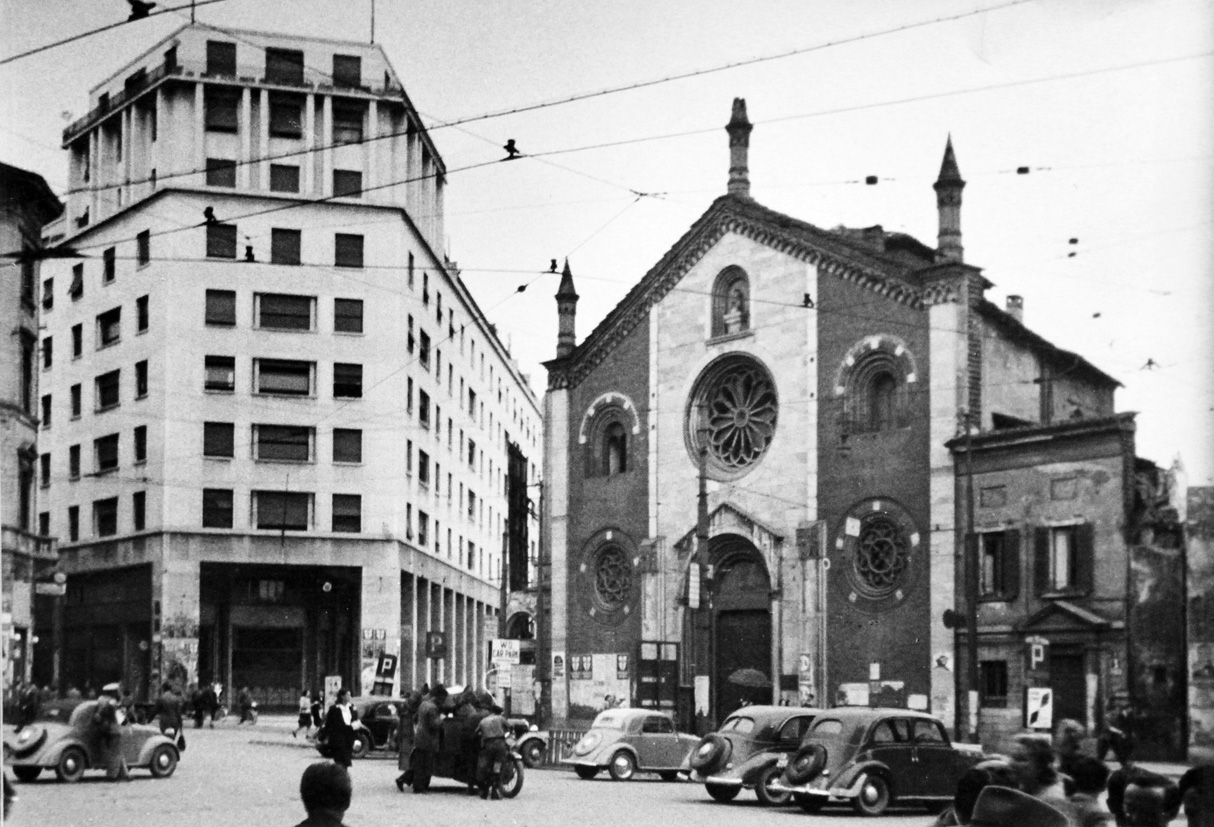
L'église dans les années 1940
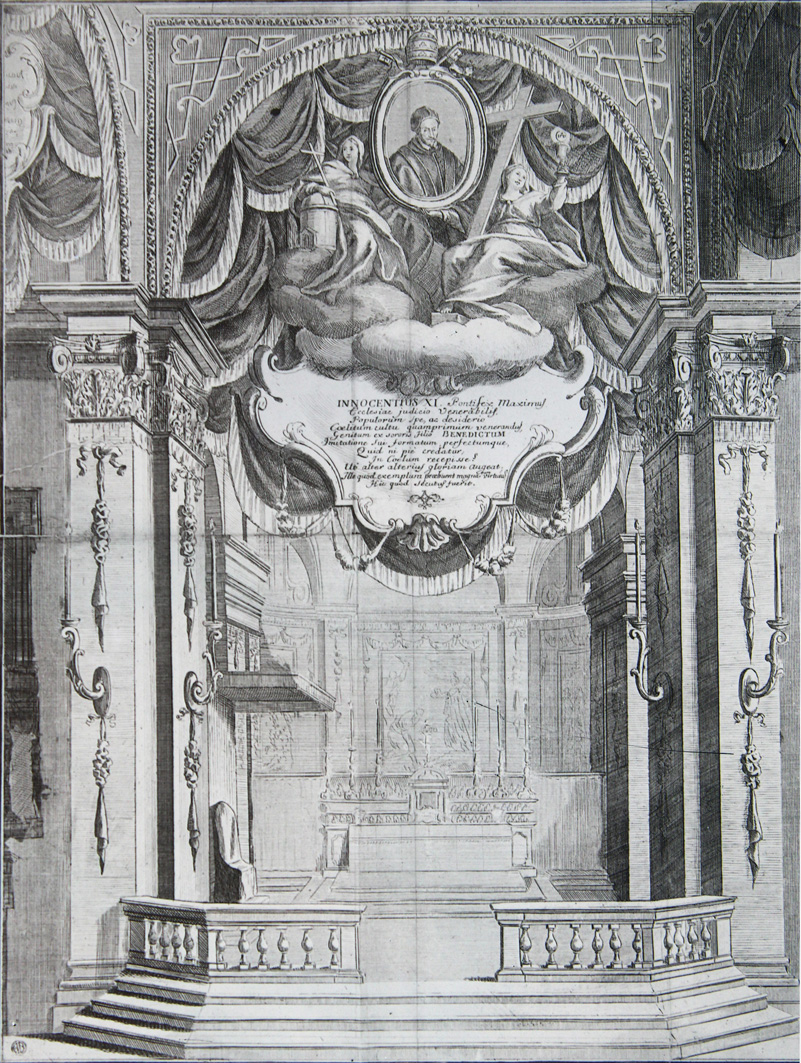
Vue intérieure
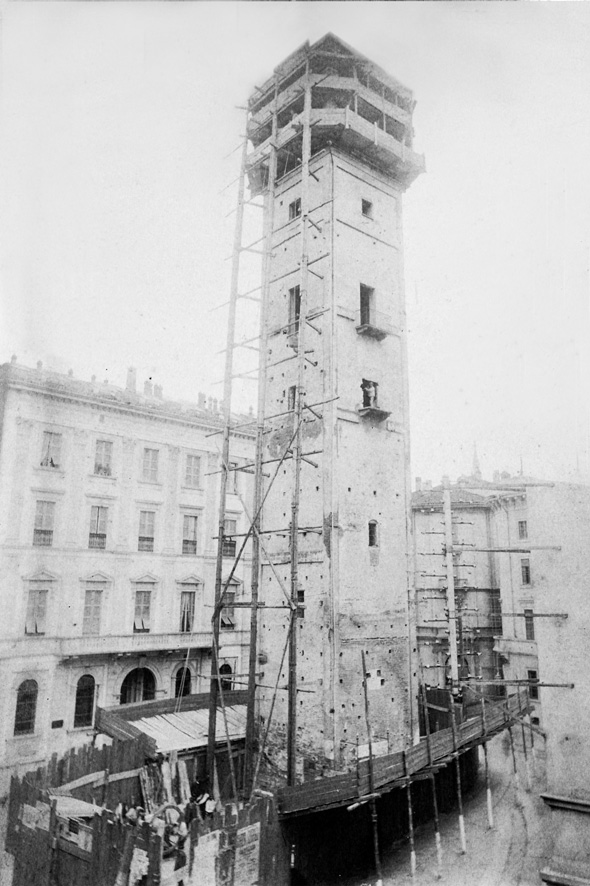
Le campanile, lors de la démolition

#### État actuel

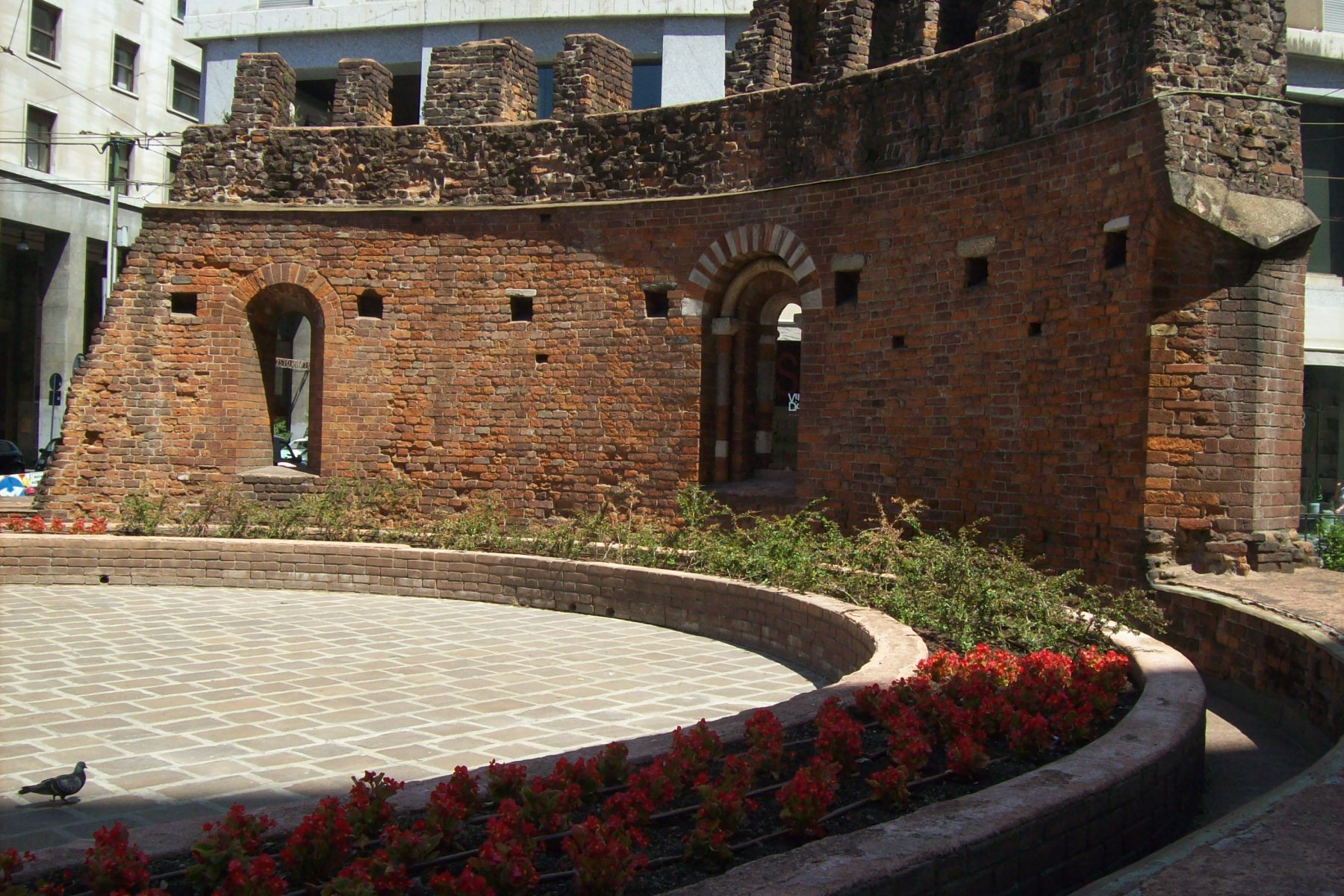
Pan de mur de l'abside romane
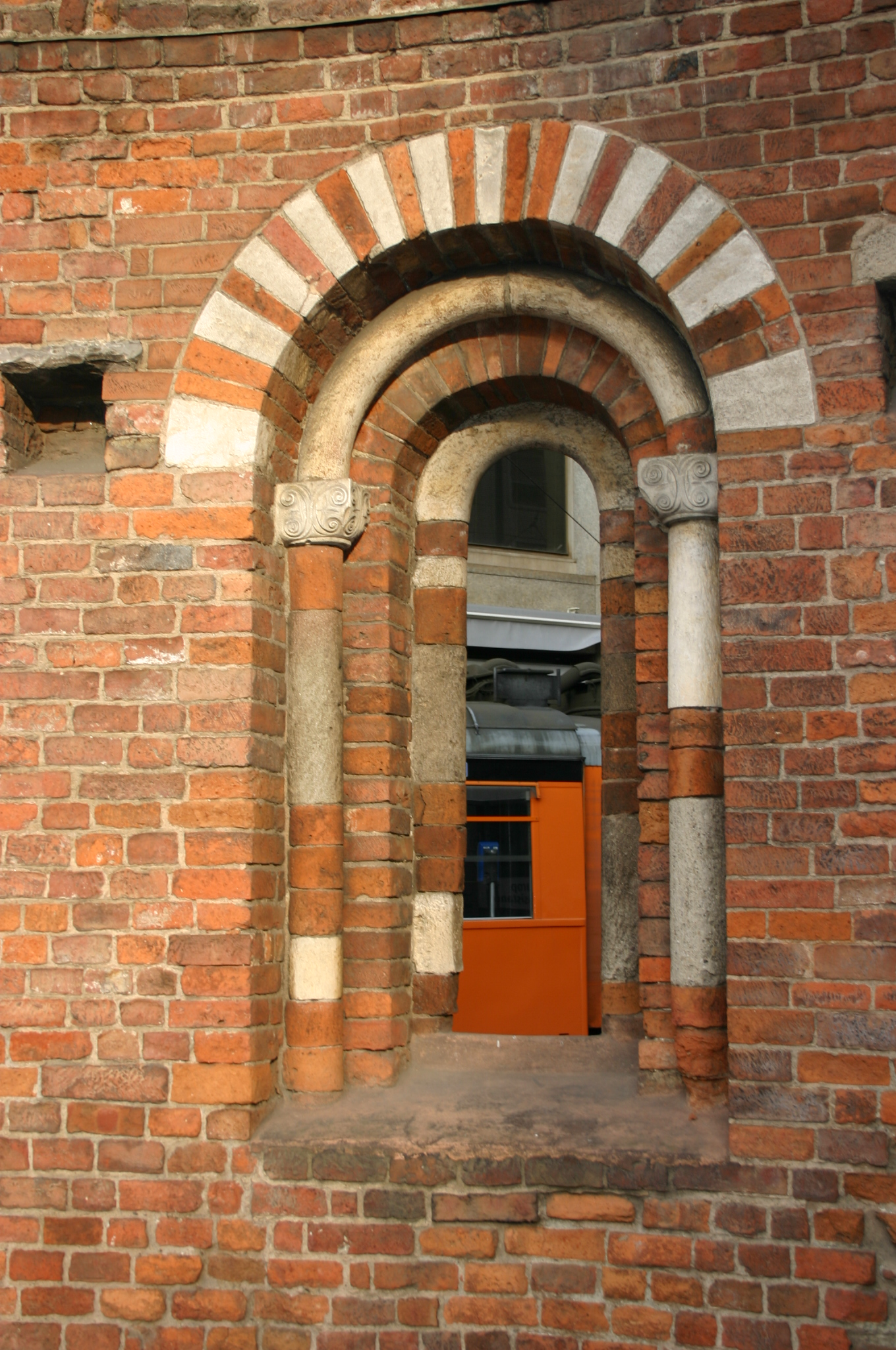
Fenêtre romane subsistante de l'ancienne abside.
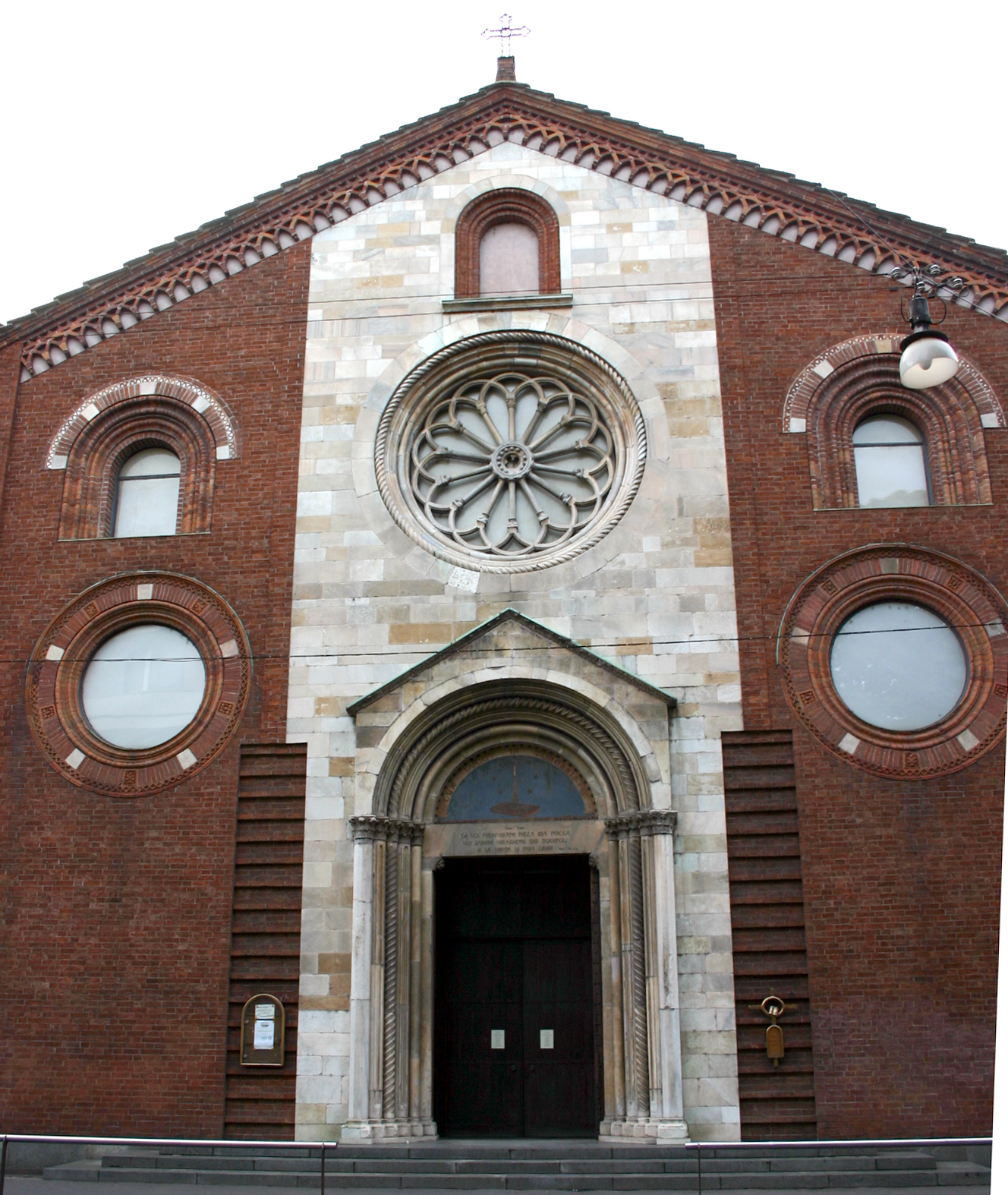
Façade gothique, sur l'actuelle église évangélique vaudoise.
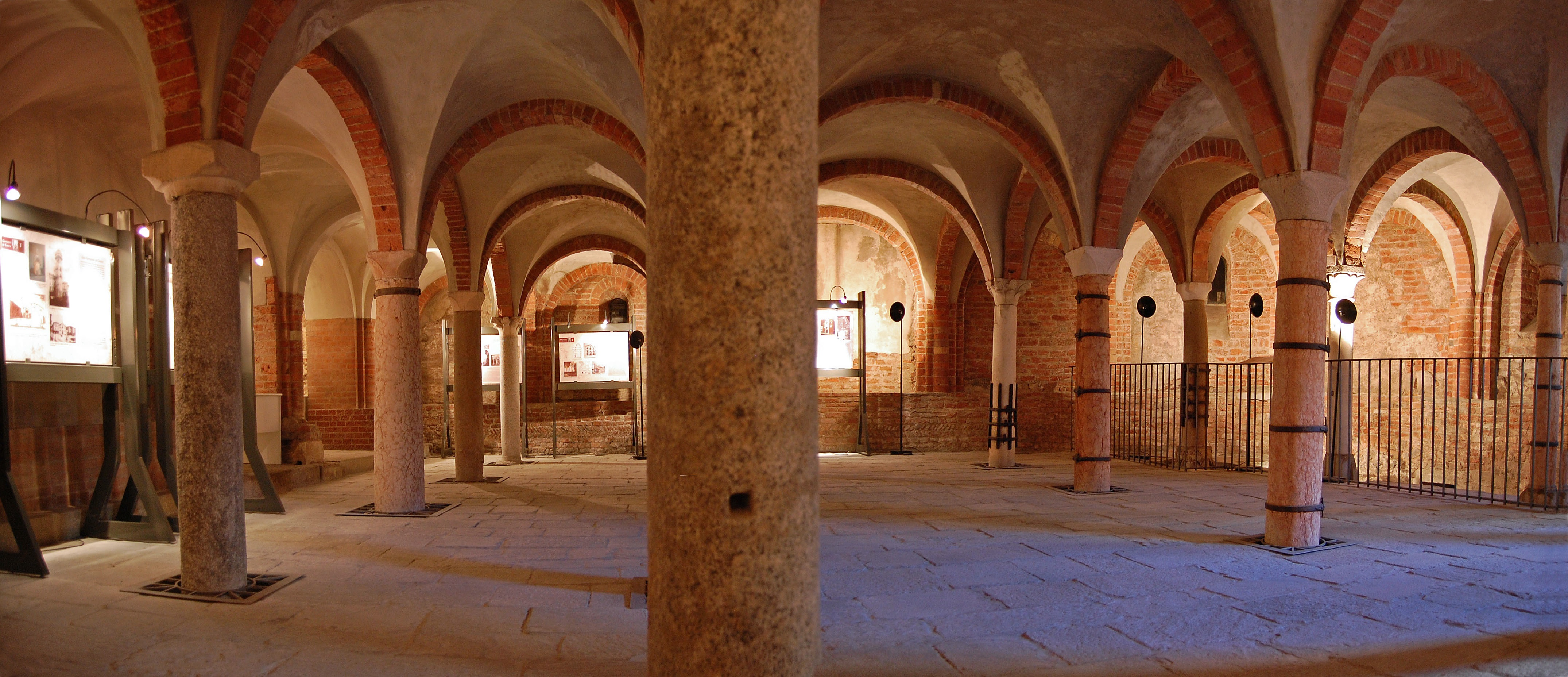
Crypte romane

### Basilique San Calimero
Dans la basilique San Calimero se trouve la fresque de la Vierge à l'Enfant de Leonardo da Besozzo, une peinture de la fin du XVe siècle inspirée des fresques des Giochi Borromeo du Palais Borromée et de l'œuvre de l'église San Giovanni a Carbonara de Naples. Leonardo, fils de Michelino da Besozzo a collaboré avec son père à la création de la Madonna dell'Idea conservée à la cathédrale de Milan.

### Église disparues

#### Église Santa Maria in Brera
Parmi les nombreuses églises construites en style gothique entre le XIIe et le XVe siècle, seules quelques-unes survivent, tandis que la plupart ont été soit transformées entre le XVIe  et le XVIIe siècle sous l'action des cardinaux Borromée, soit démolies lors du Joséphisme au XVIIIe siècle. Parmi les démolitions réalisées à cette dernière période, figure l'église Santa Maria in Brera dont la façade à double pente conçue par Giovanni di Balduccio, comportait des rangées en marbre noir et blanc formant des bandes de couleur alternantes. Le portail avait un arc plein cintre et un ébrasement surmonté d' une cuspide contenant une petite rosace. La décoration était complétée par des fenêtres à meneaux et à trois lumières et divers groupes de statues dont le groupe du pignon. Il ne reste que quelques traces à la galerie Brera, dont certaines baies latérales de l'église où l'on peut voir des fresques de Saints et de Prophètes attribuées à Giusto de Menabuoi . L'église avait un intérieur à trois nefs séparées par des colonnes à chapiteaux zoomorphes typiques de la sculpture lombarde de la fin du XIIIe siècle.

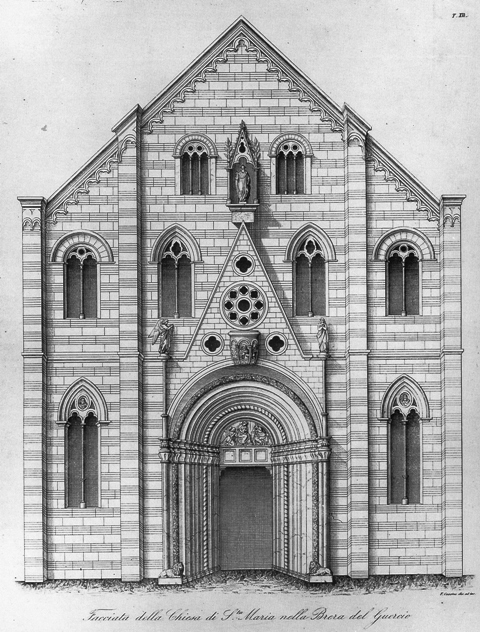
La façade (1808-1809) de l'église démolie Santa Maria in Brera à Milan.

#### Église Santa Maria alla Scala
Une autre église gothique qui n'existe plus est l'église Santa Maria alla Scala. Elle avait une façade à pignon composée de trois partitions verticales marquées par quatre contreforts se terminant par des pinacles. Typique de l'architecture gothique lombarde, la façade était décorée d'éléments alternés en terre cuite et en marbre pour créer un contraste chromatique, comme la rosace en marbre blanc ou les fenêtres à simple et double lancette en terre cuite et en marbre. L'église avait également un clocher polygonal similaire à celui de l'église San Gottardo in Corte.

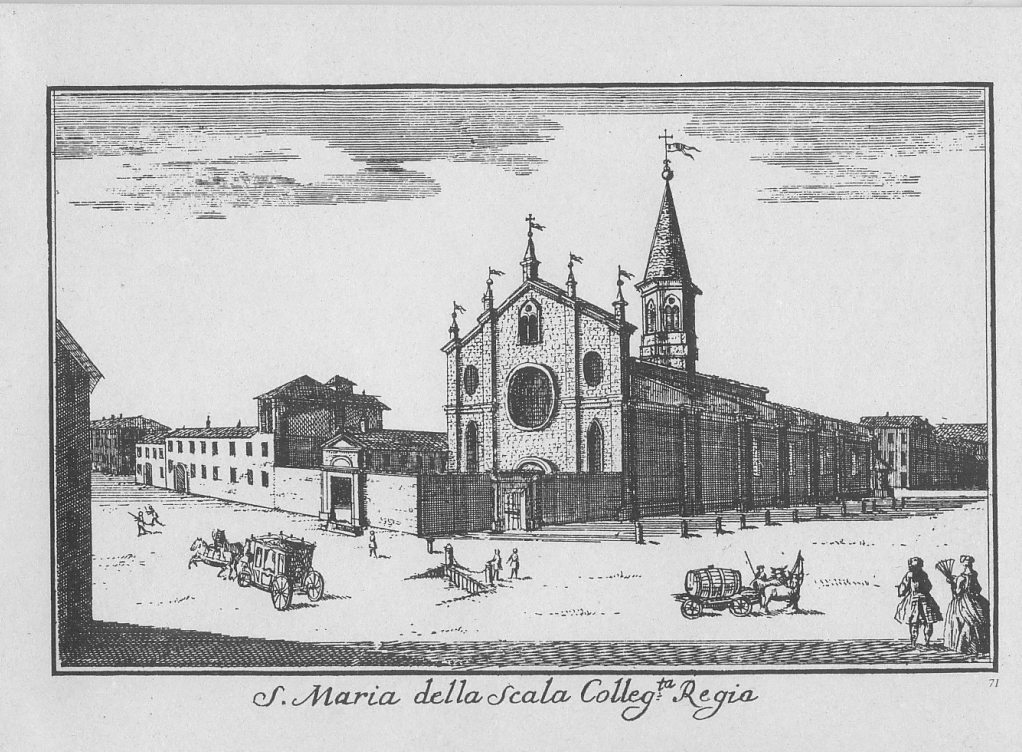
Marc'Antonio Dal Re, Santa Maria alla Scala, Incision de 1745
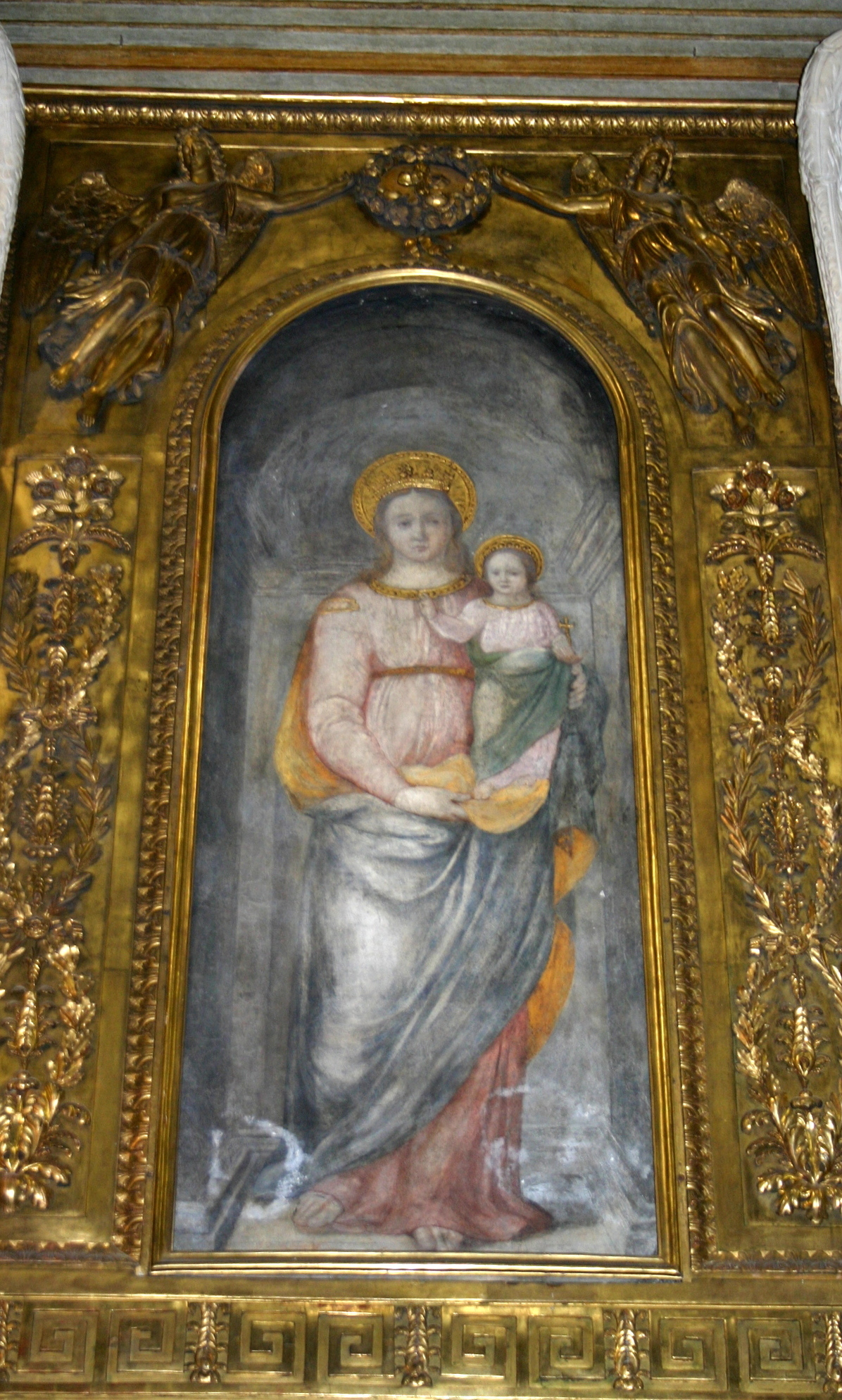
La Madonna della Scala, fresque d'un auteur anonyme du XVe siècle provenant de l'église détruite de Santa Maria alla Scala, conservée dans l'église San Fedele de Milan.